# Yburg (Remstal)
Die Yburg [ˈiːbʊʁk], auch Yberg oder Eibenburg genannt, ist die Ruine einer Hangburg auf der Gemarkung der Gemeinde Kernen im Remstal im Rems-Murr-Kreis in Baden-Württemberg.

## Geographische Lage
Südwestlich oberhalb des Kernener Ortsteils Stetten im Remstal auf 330 m ü. NN ragt die Yburg weithin sichtbar aus den Weinbergen an den Hängen eines Seitentals der Rems empor. Die von Weinbergen umgebene ehemalige Wohnburg wurde nicht auf einer Anhöhe, sondern in den Hang hinein gebaut.
Sie liegt inmitten der renommierten Weinlagen Pulvermächer, Lindhälder und Brotwasser.

## Name
Der ursprüngliche Name des Gebäudes lautete Eibenburg. Dieser Name wandelte sich allmählich über Yberg zur heutigen Bezeichnung Yburg.

## Geschichte
Die Yburg wurde im frühen 14. Jahrhundert von den Truchsessen von Stetten erbaut; die genaue Bauzeit ist unbekannt. Nach dem Bau des Schloss Stetten im Tal (1384–1387) verlor die Yburg an Bedeutung für die Stettener Herrschaft. Hans von Yberg verkaufte sie 1443 mitsamt seinem Anteil am Dorf an das Haus Württemberg. Die 1598 als baufällig beschriebene Burg wurde 1659 instand gesetzt und erhielt ein viertes Stockwerk.
Auf Befehl des Herzogs Carl Eugen von Württemberg wurde die Burganlage 1760/61 bis auf die heute noch sichtbaren Außenwände abgerissen.
1845 wurde im Innenhof der Yburg eine Platane gepflanzt. Diese wurde 1931 wieder entfernt, da sich in der Baumkrone etliche Vögel sammelten, die sich über die Trauben der umliegenden Weinberge hermachten.
1969 kaufte die Gemeinde Stetten im Remstal die Yburg vom Haus Württemberg und machte sie der Öffentlichkeit zugänglich. 2018 wurde das Mauerwerk saniert.

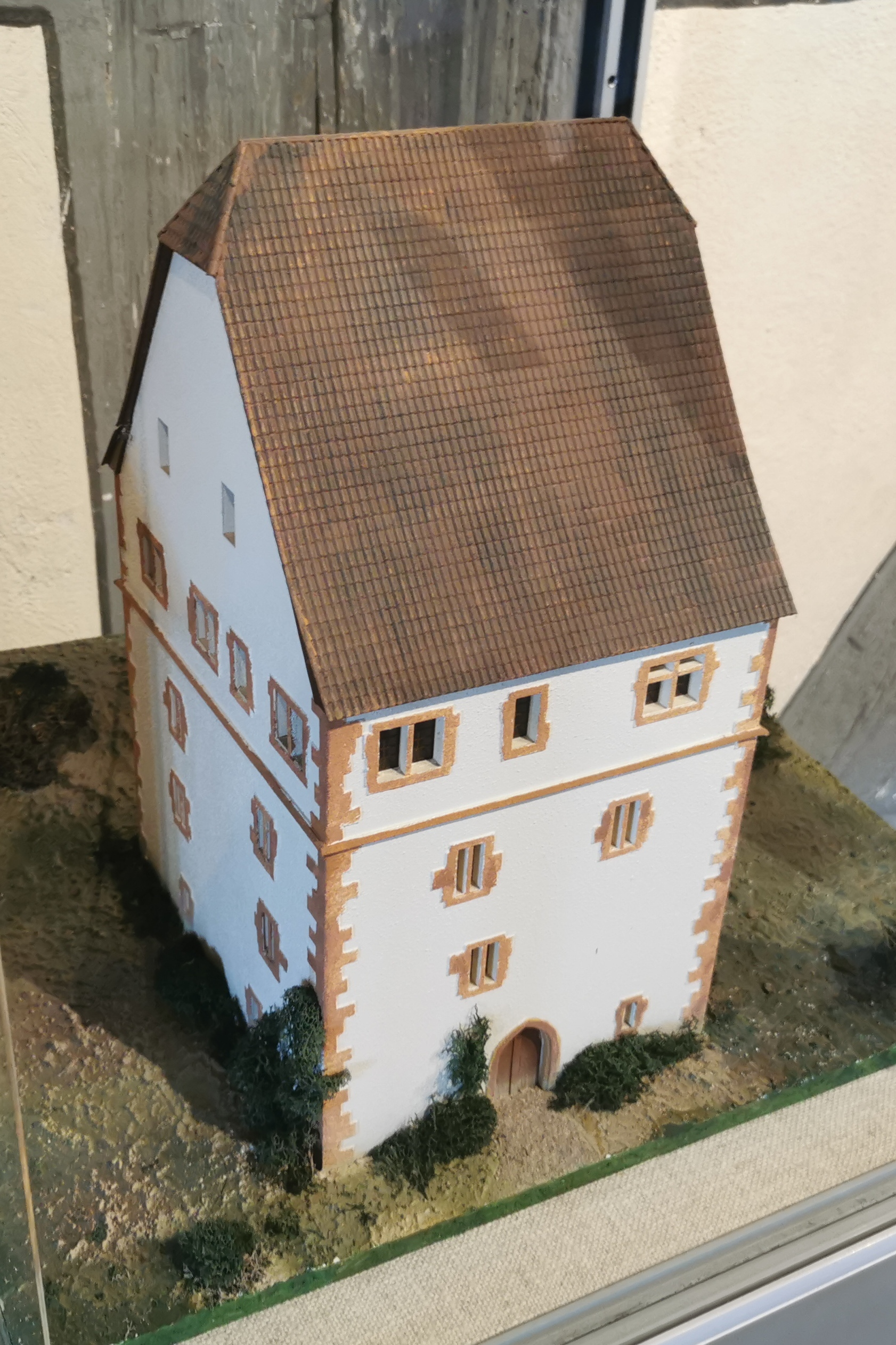
Modell der Yburg im Museum unter der Yburg
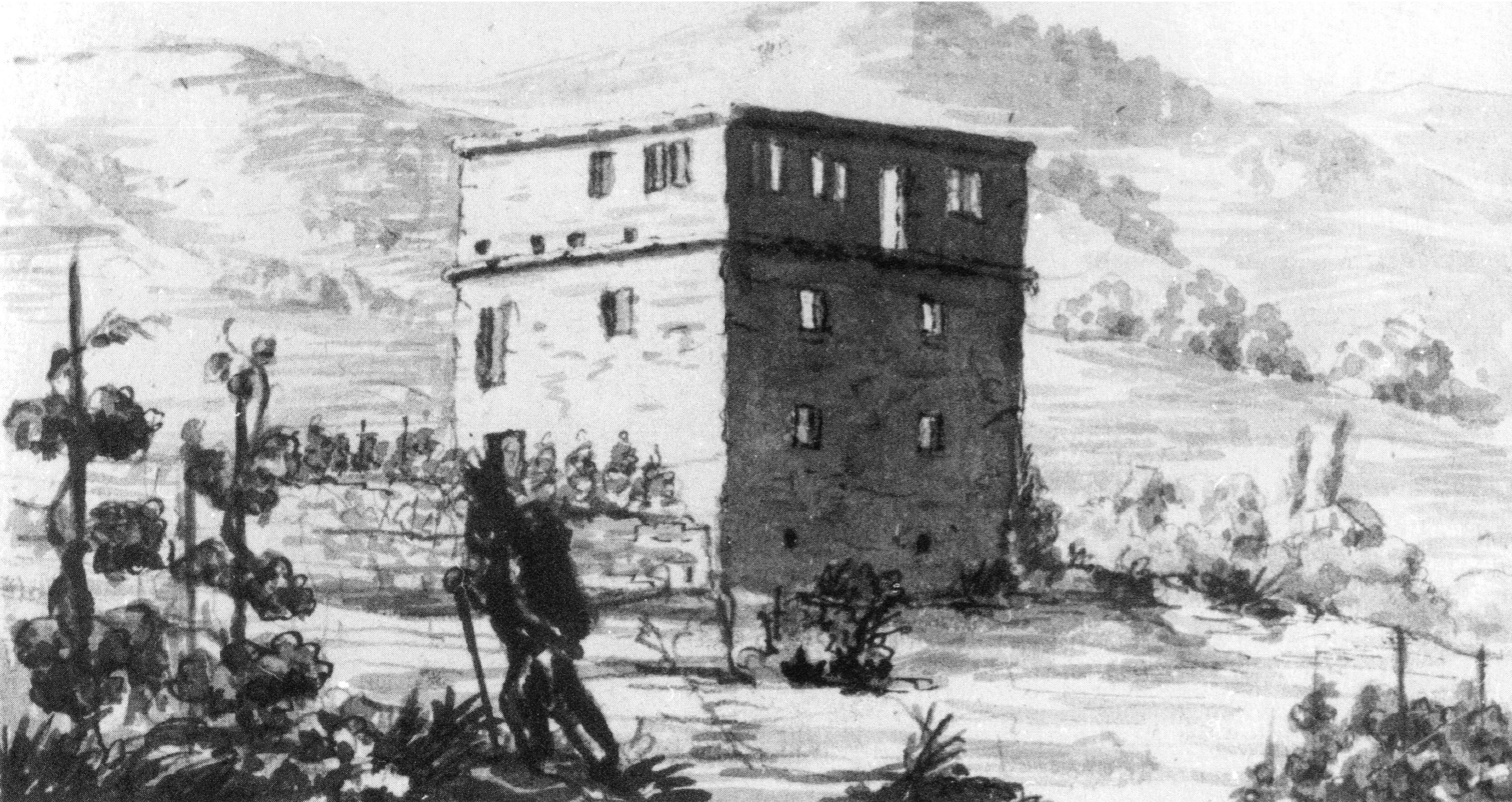
Pinselzeichnung der Yburg von 1840
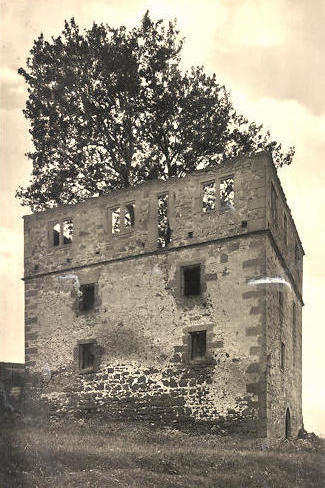
Yburg mit Platane im Innenhof

## Beschreibung
Da die Burganlage als reine Wohnburg konzipiert war, verfügte sie über keinerlei Verteidigungsanlagen.
Die Yburg gleicht in ihrem äußeren Erscheinungsbild etwa einem Würfel. Die schmucklosen Außenmauern sind noch alle erhalten.
Auf der talwärts gerichteten Westseite befindet sich das Eingangstor.
Linker Hand des Eingangs liegt im Inneren der Burg ein türloser Raum mit gewölbter Decke, der bis zur Nordmauer reicht und dort ein schmales Fenster hat.
An der Ostseite befinden sich zwei ebenfalls mit gewölbter Decke versehene Räume, deren spitzbogige Zugänge gegenüber dem Burgeingang liegen. Die Räume selbst reichen bis zur Außenwand der Burg und haben dort jeweils ein schmales Fenster.
In der rechts des Eingangs liegenden Südwestecke des Gebäudes führt eine Treppe hinauf in das nächste Stockwerk. Die Decken der darüber liegenden Geschosse und das Dach sind nicht mehr vorhanden.
Da die Burg keinen eigenen Brunnen besaß, musste das Wasser über die Burgsteige vom Tal herauf getragen werden.

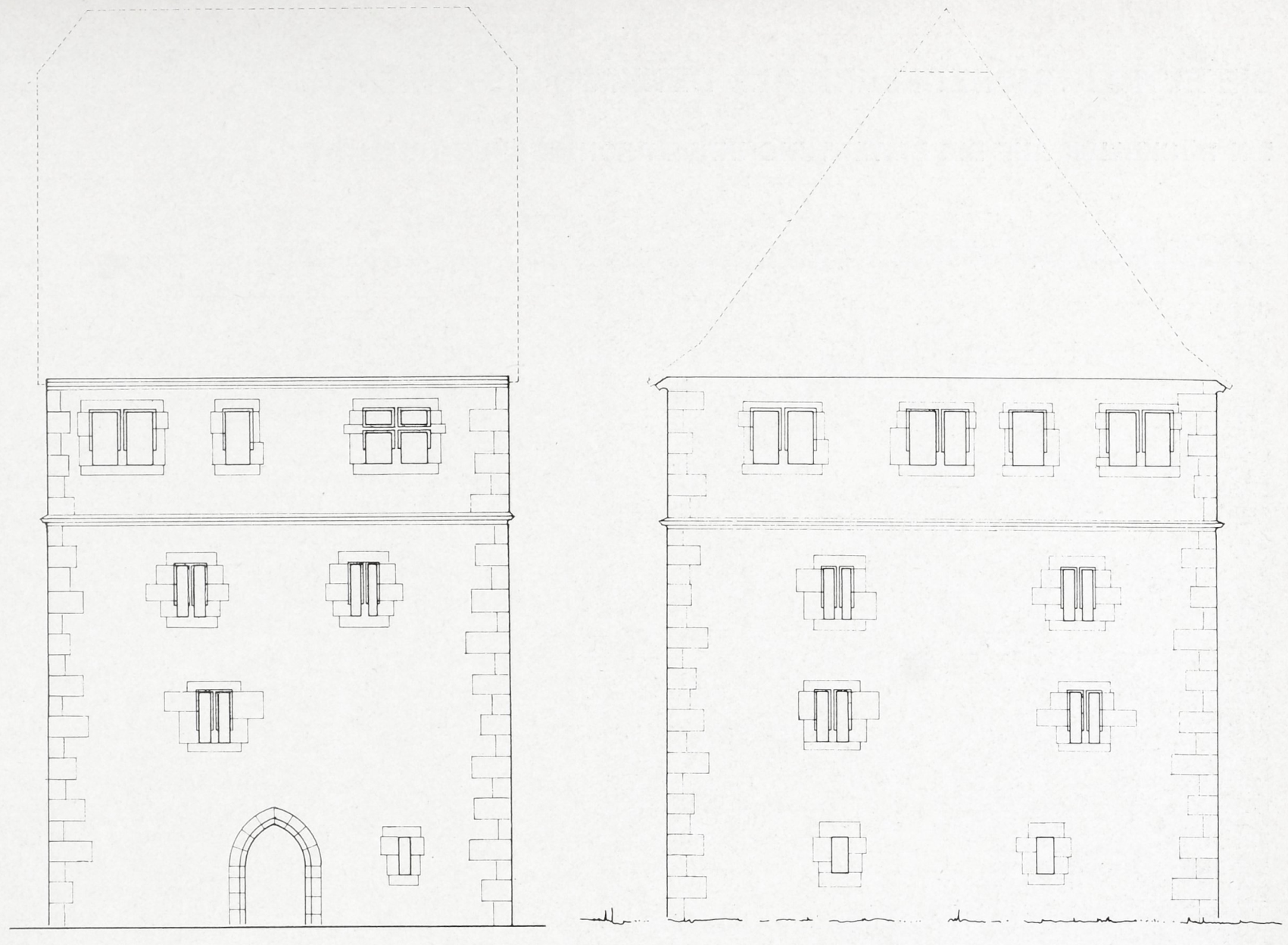
Bauaufnahme der Yburg von Westen (links) und von Norden (rechts)
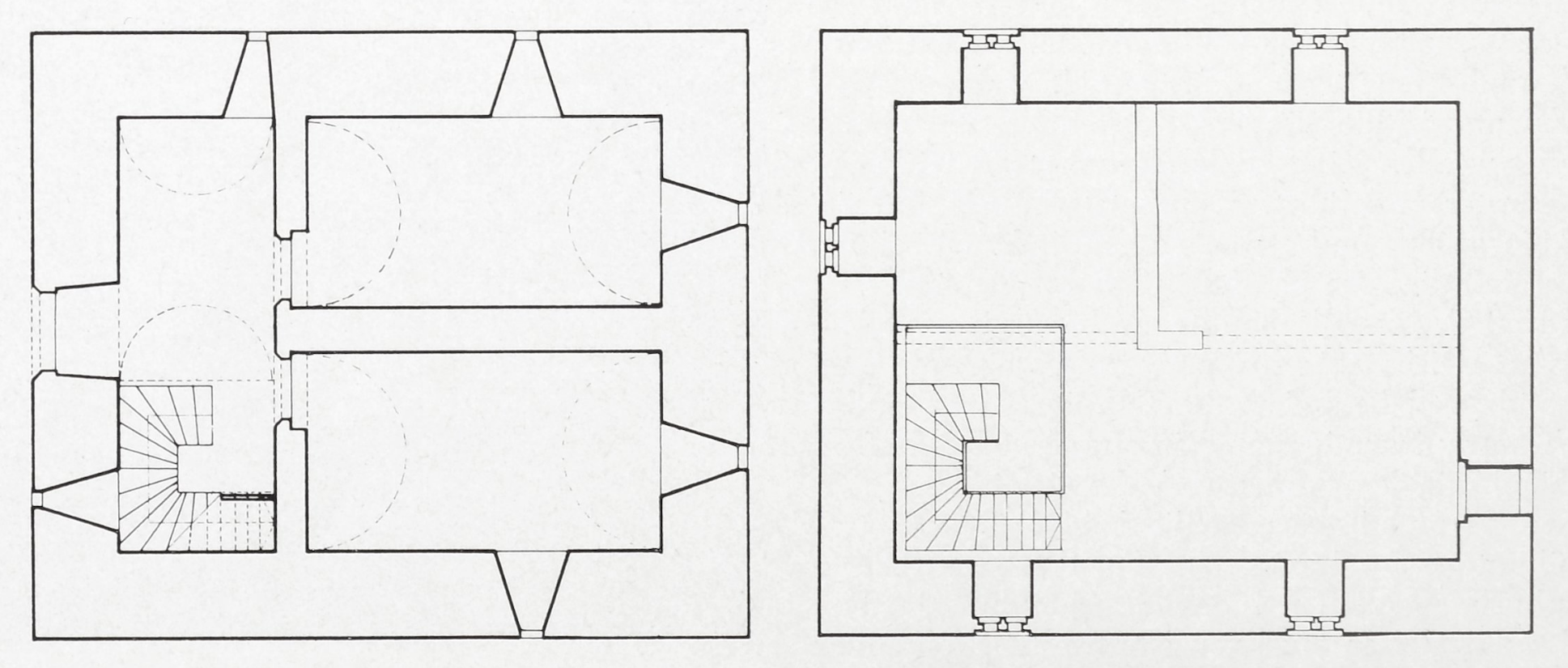
Grundriss vom Erdgeschoss (links) und vom 1. Obergeschoss (rechts)

## Bilder

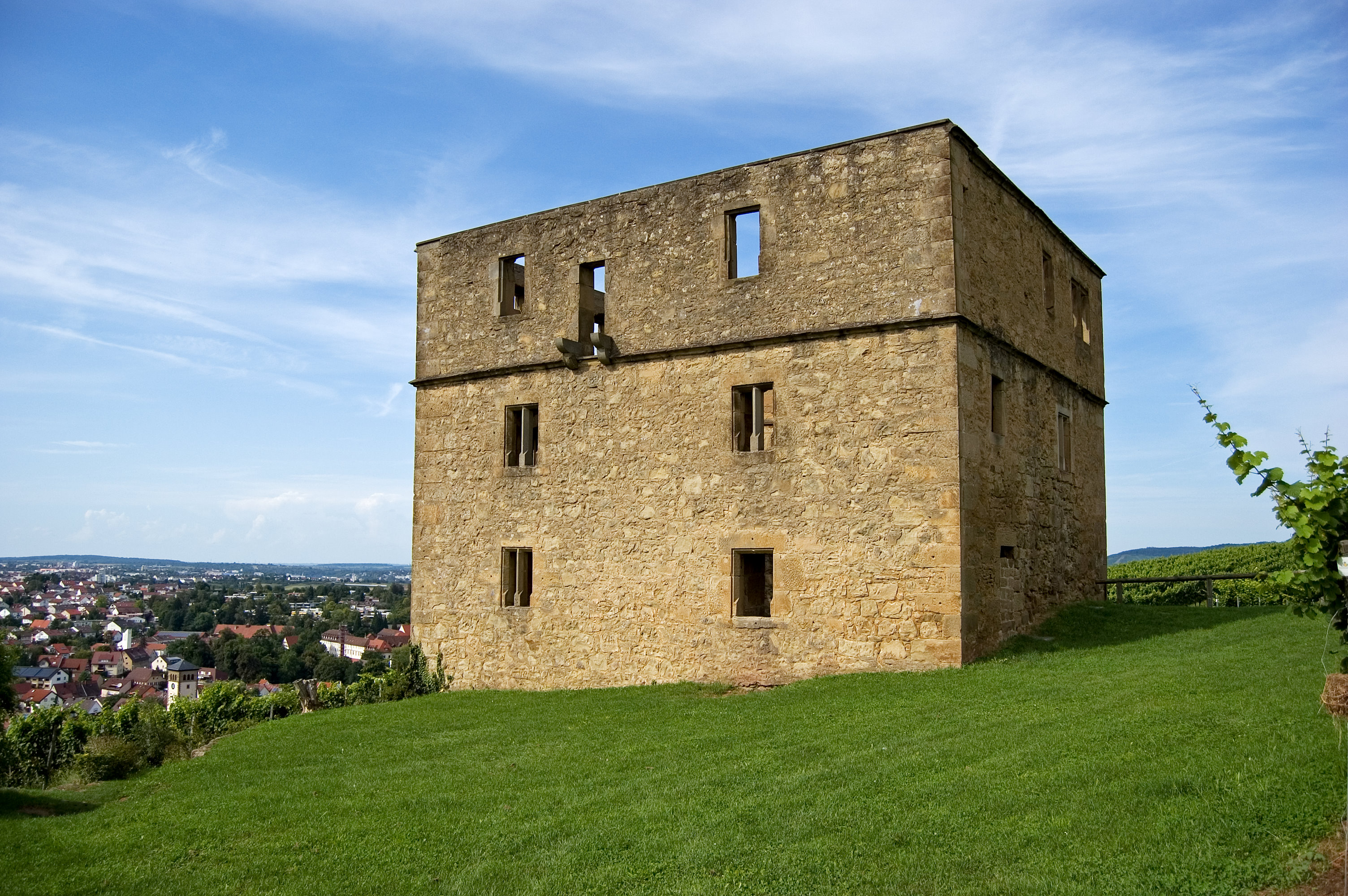
Blick auf die Yburg von Südosten
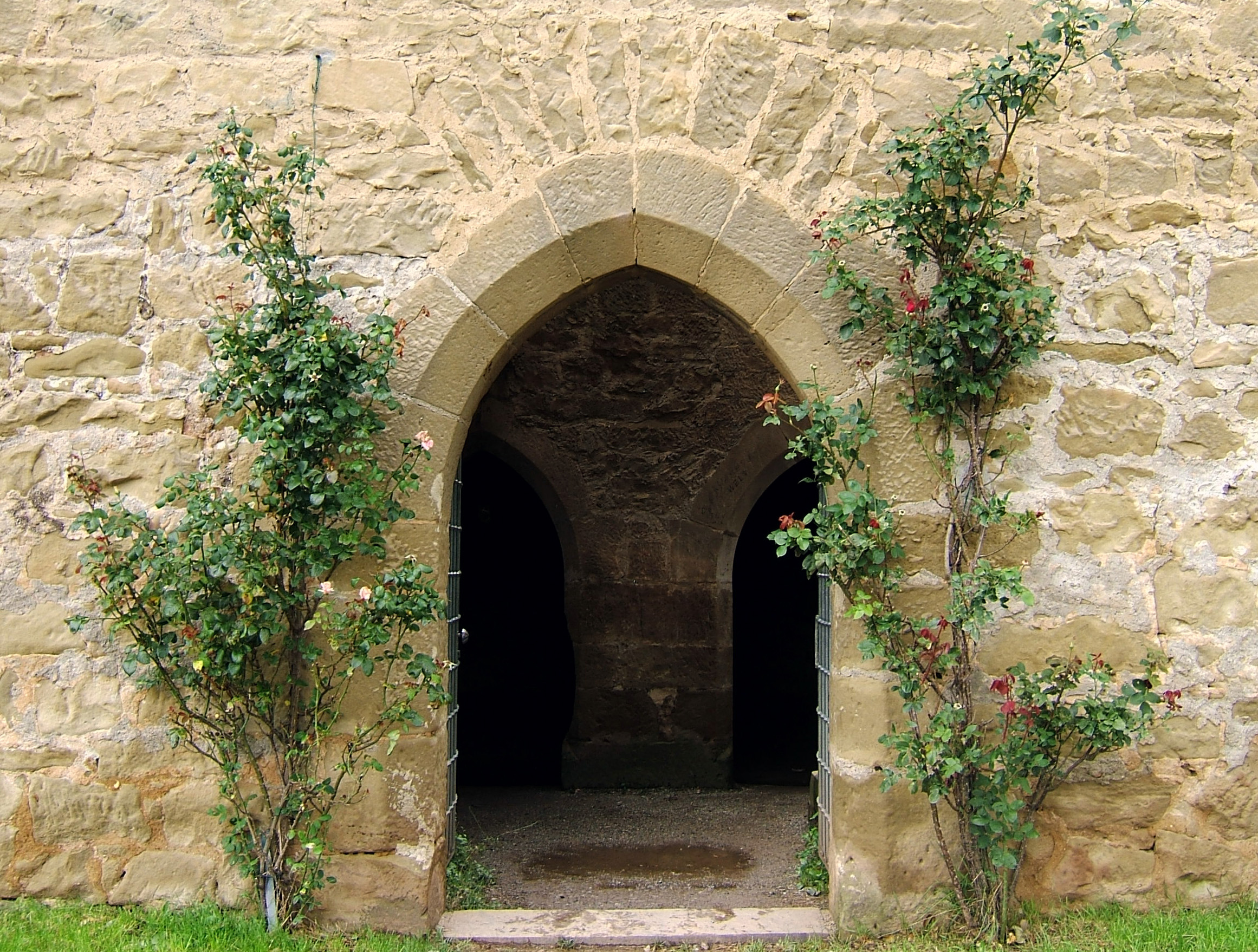
Das Eingangstor
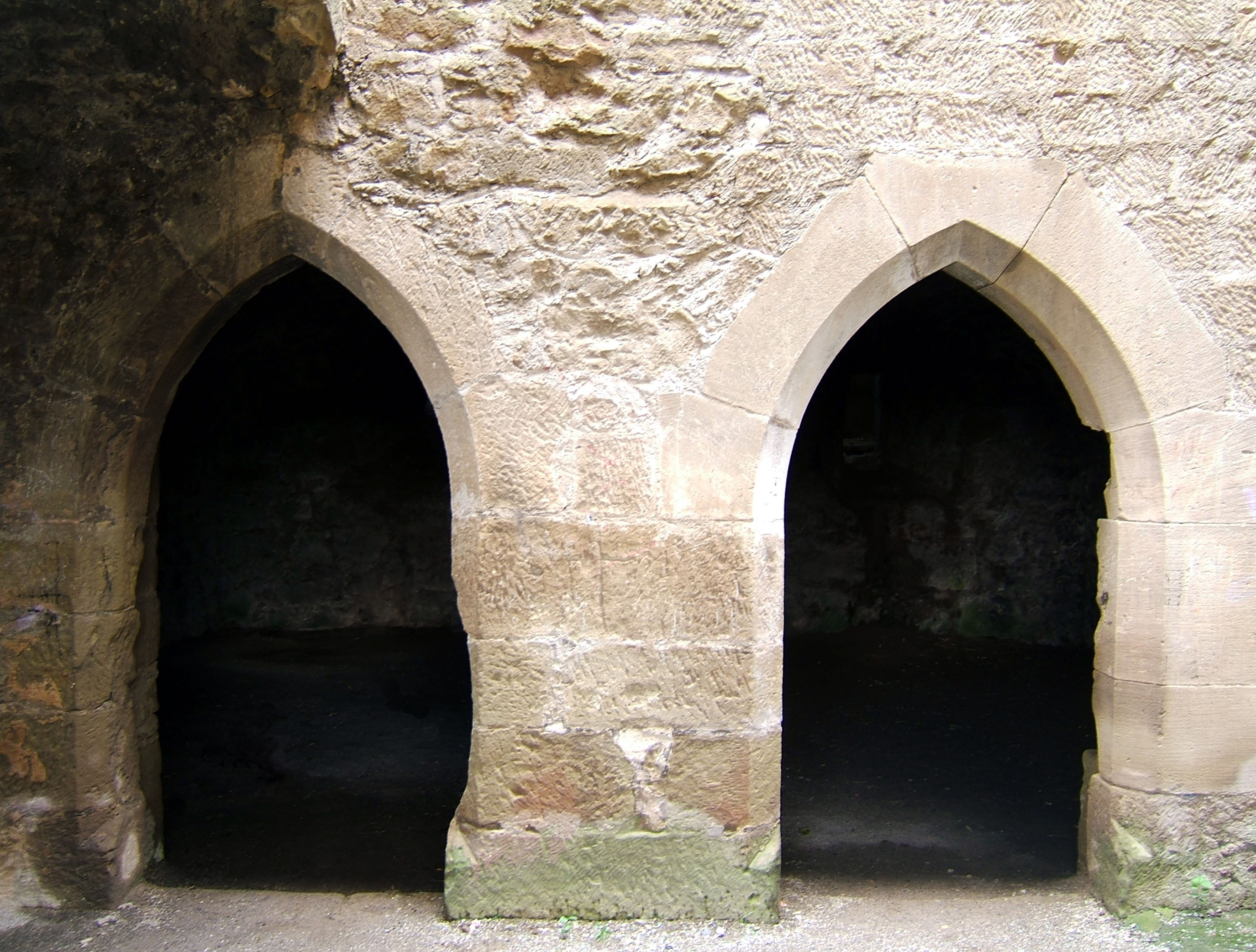
Eingänge der Kellerräume
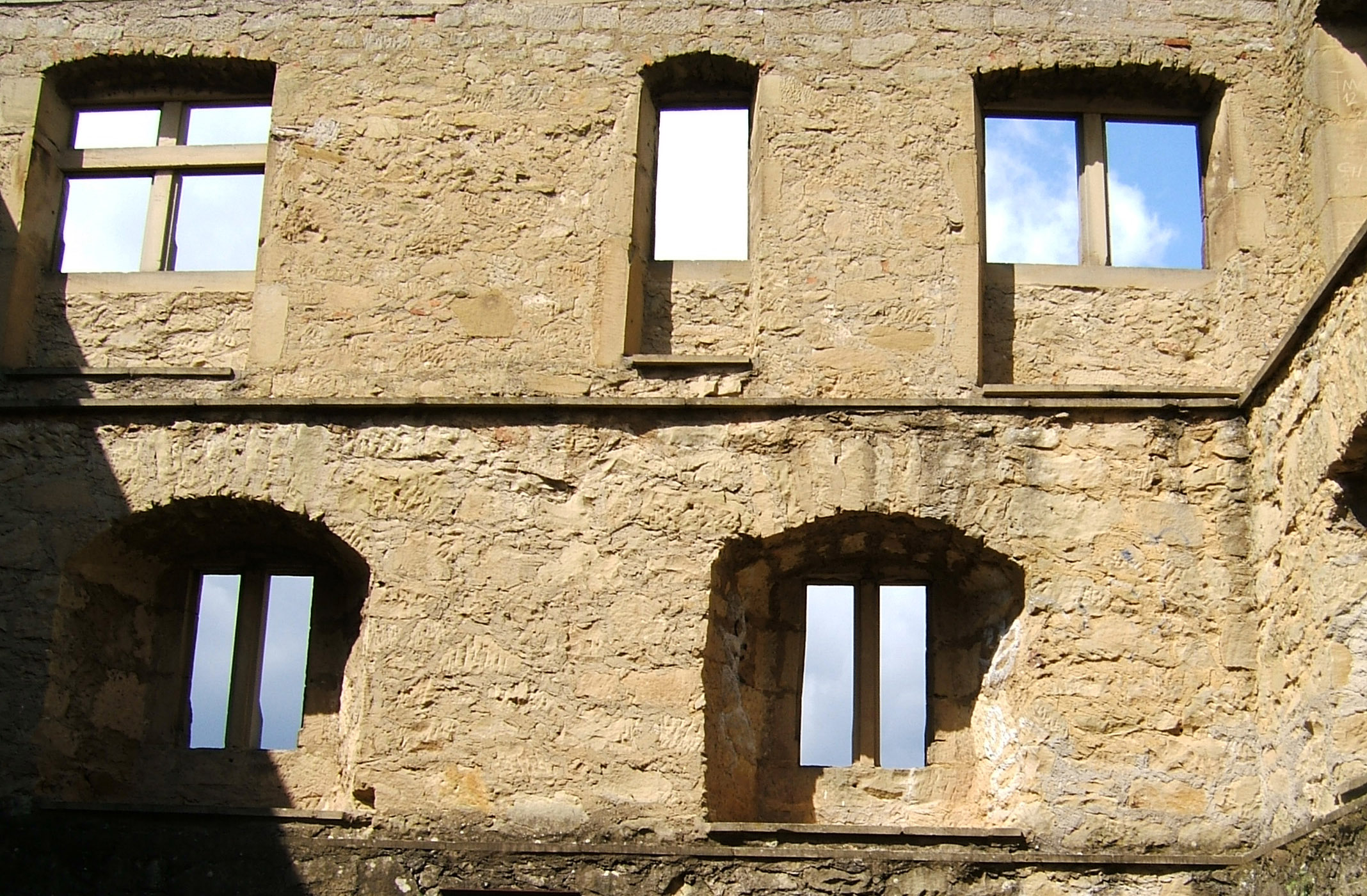
Innenansicht der Westmauer
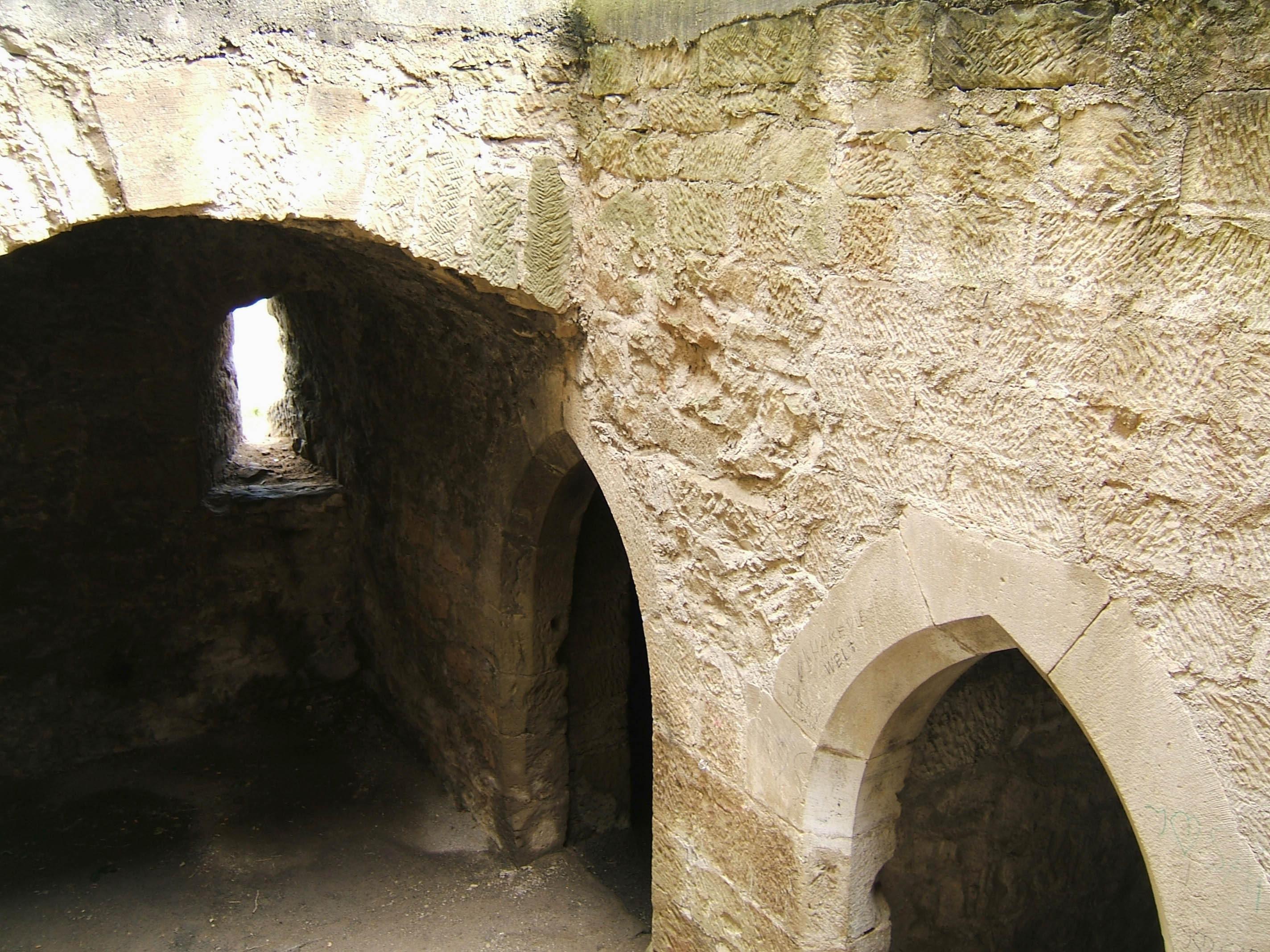
Anschluss des Nischengewölbes an die Kellerwand
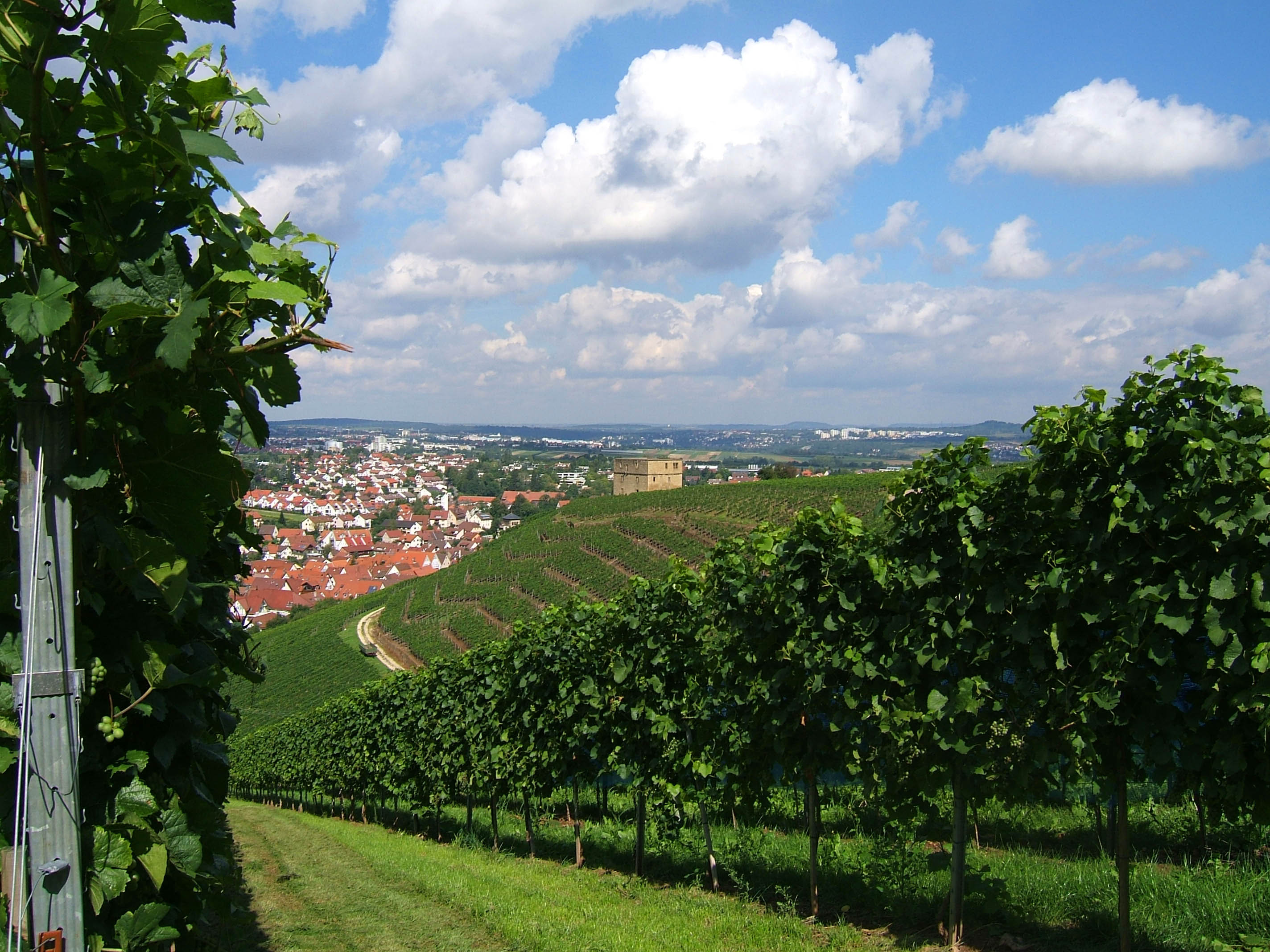
Blick von den Weinbergen aus über Burg und Remstal
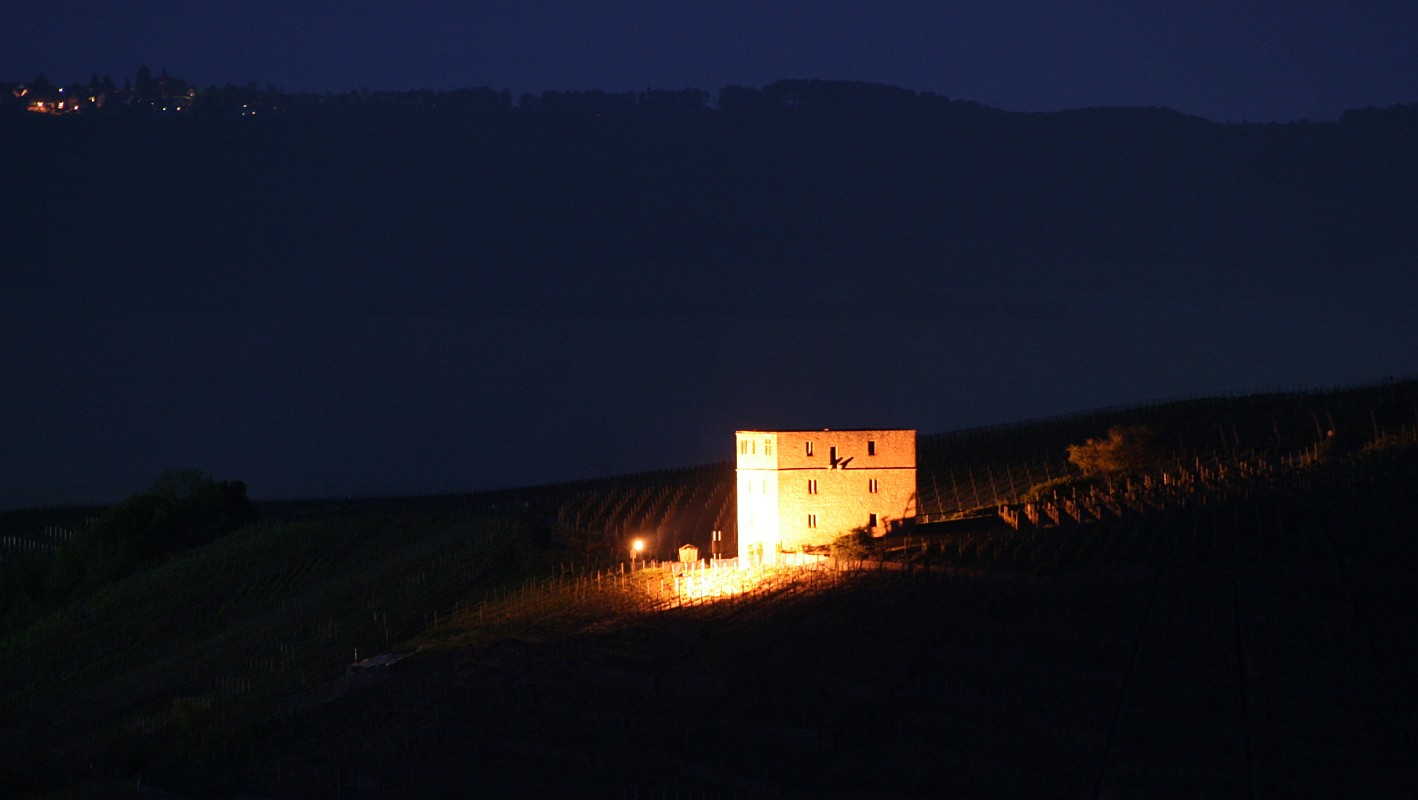
Die beleuchtete Yburg bei Nacht

## Heutige Nutzung
Die Ruine ist ein beliebtes Wanderziel, da sie eine gute Aussicht über Stetten und das Remstal bietet.
Jedes Jahr im August findet hier eine Weinprobe der Stettener Weingärtnergenossenschaft statt.

## Besonderheiten

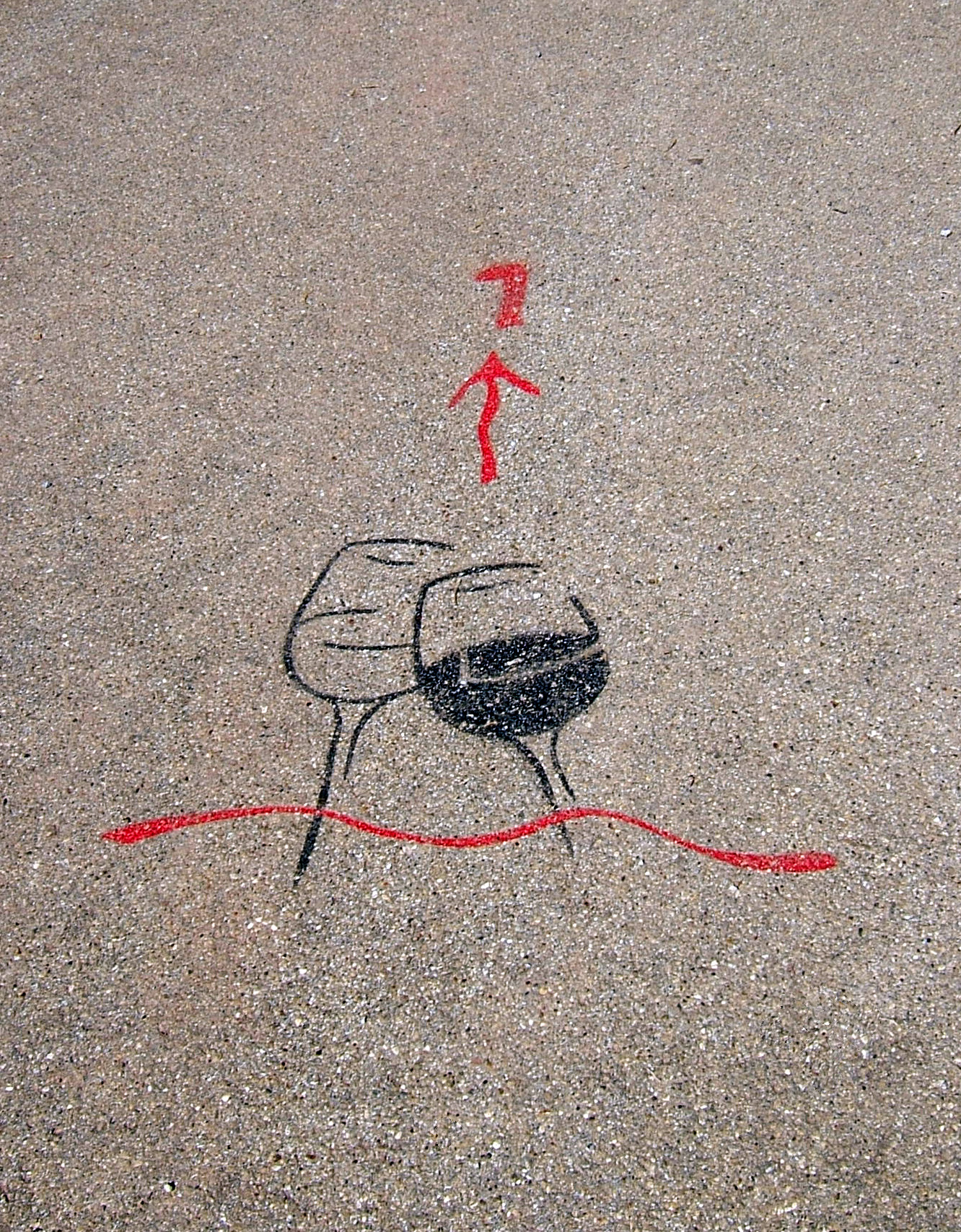
Wegweiser des Stettener Weinweges

Der Stettener Weinweg, ein etwa einstündiger Rundgang rund um die Burg durch die Weinberglagen Lindhälder, Brotwasser und Pulvermächer, bietet die Möglichkeit, sich über die verschiedenen Sorten und ihren Anbau zu informieren.
Die Lage „Brotwasser“ unterhalb Burg verdankt ihren Namen einer in Stetten residierenden Hofdame, die ihr Brot statt in Wasser heimlich in Wein tauchte.
Seit dem 17. April 2011 sind bei der Yburg Skulpturen von Karl Ulrich Nuss aufgestellt.

Skulpturen bei der Yburg
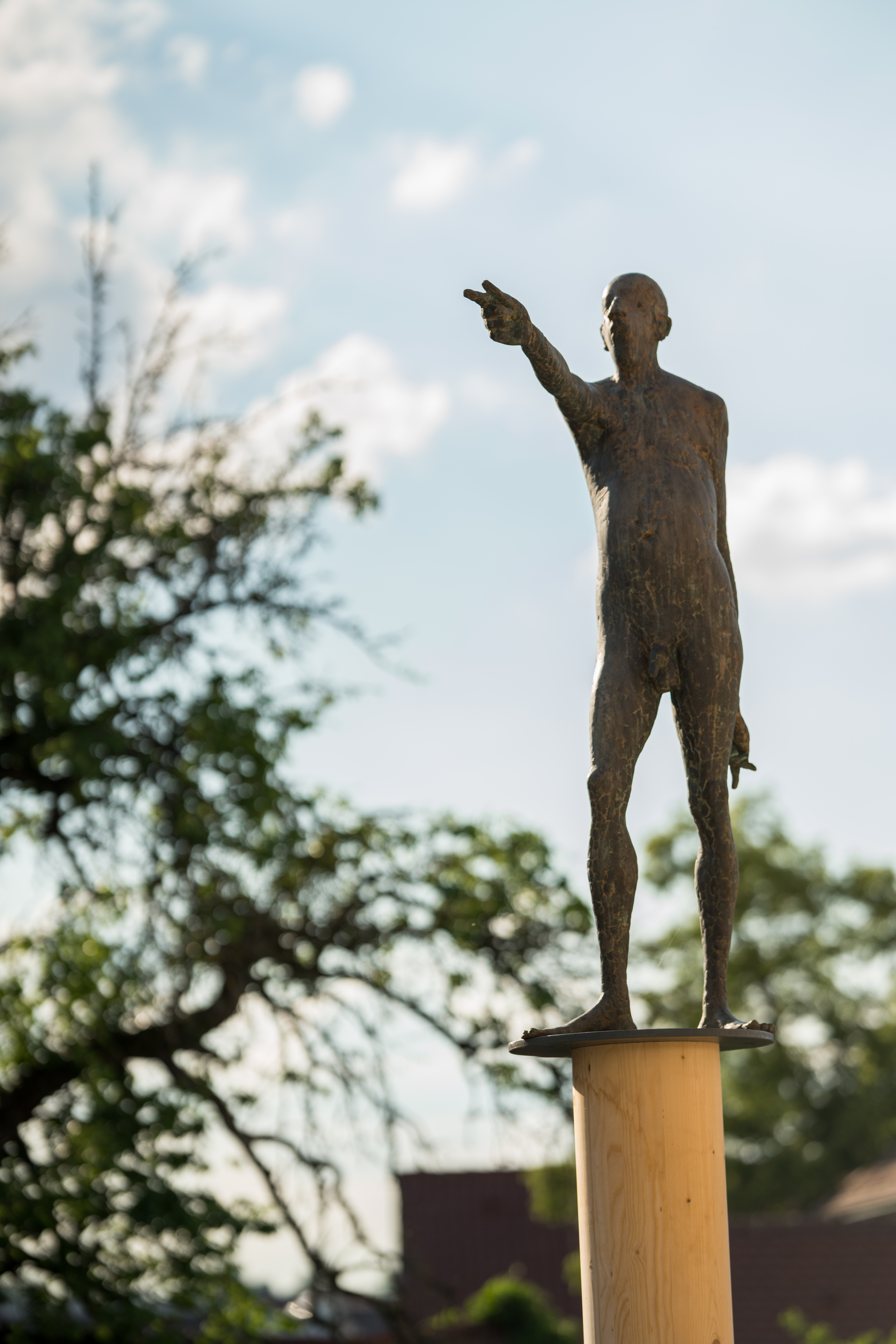
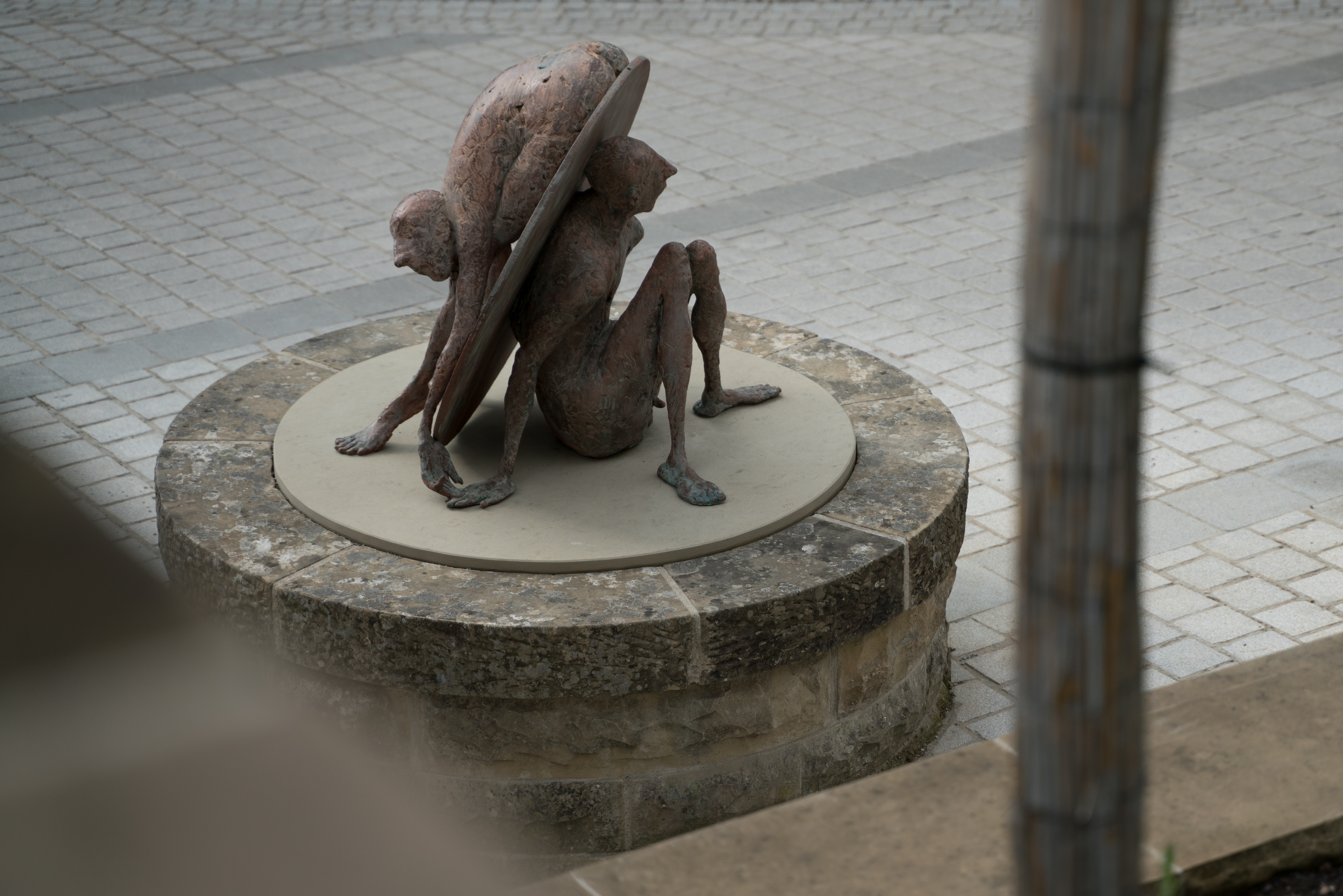
Die zwei an der Platte ⊙
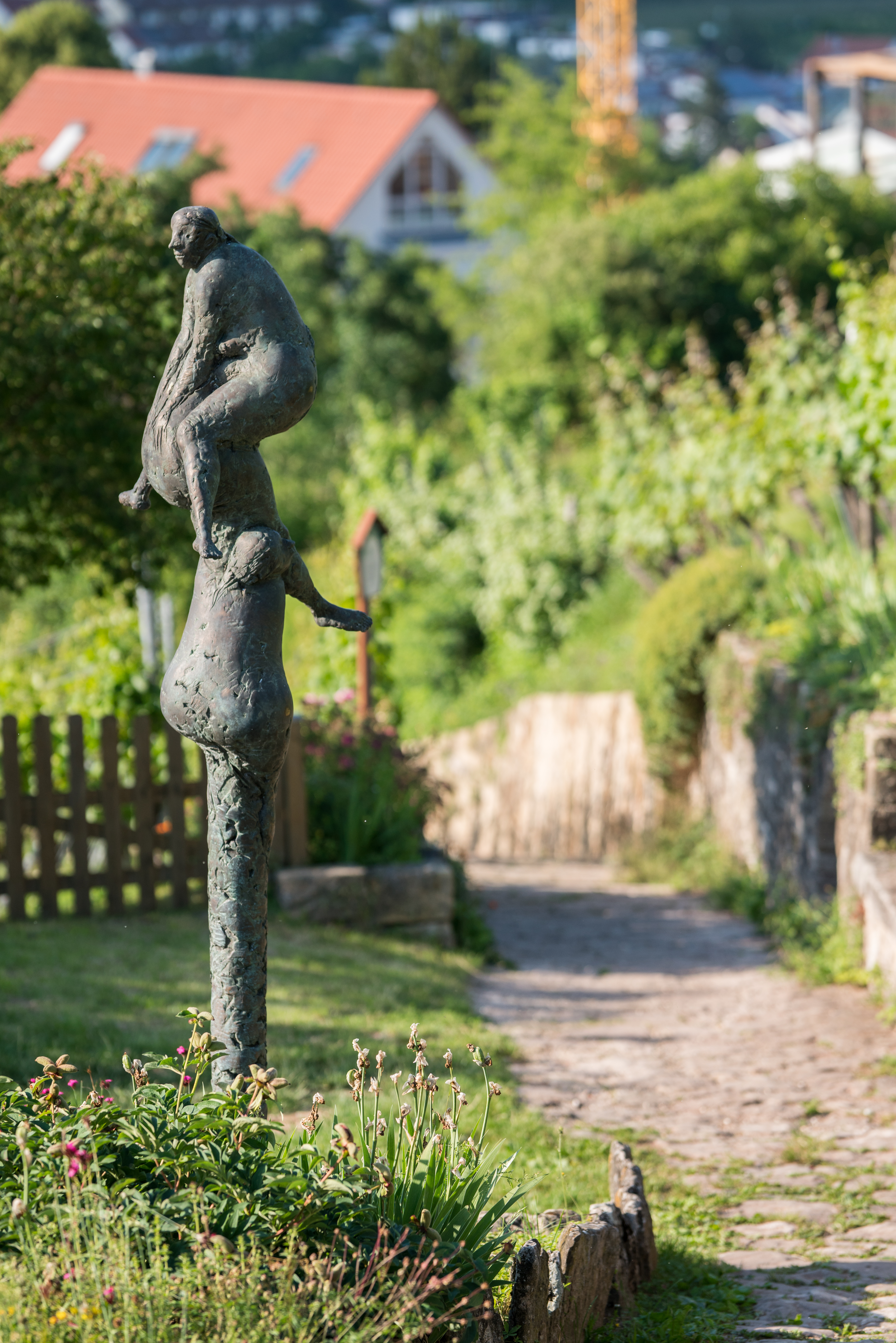
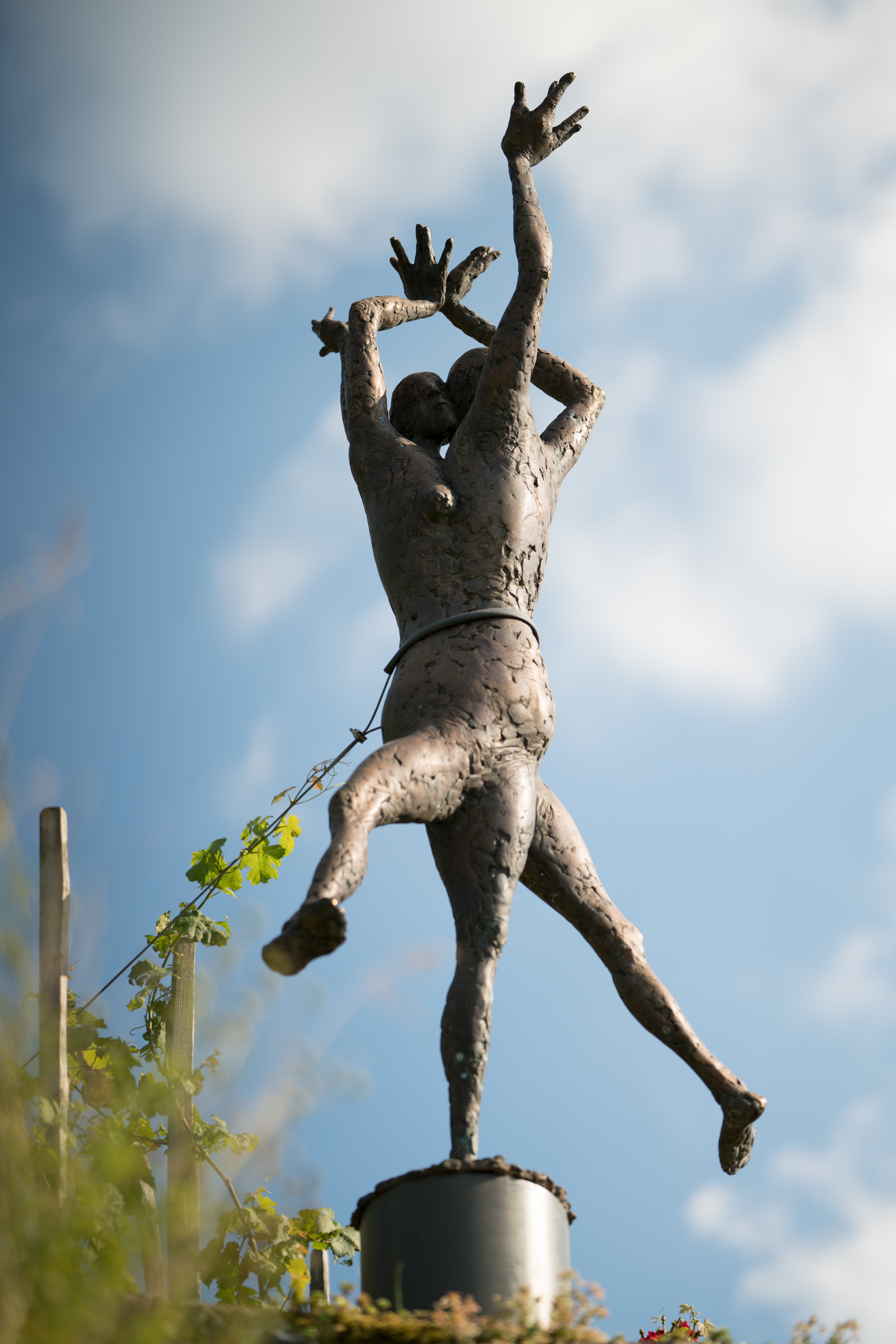
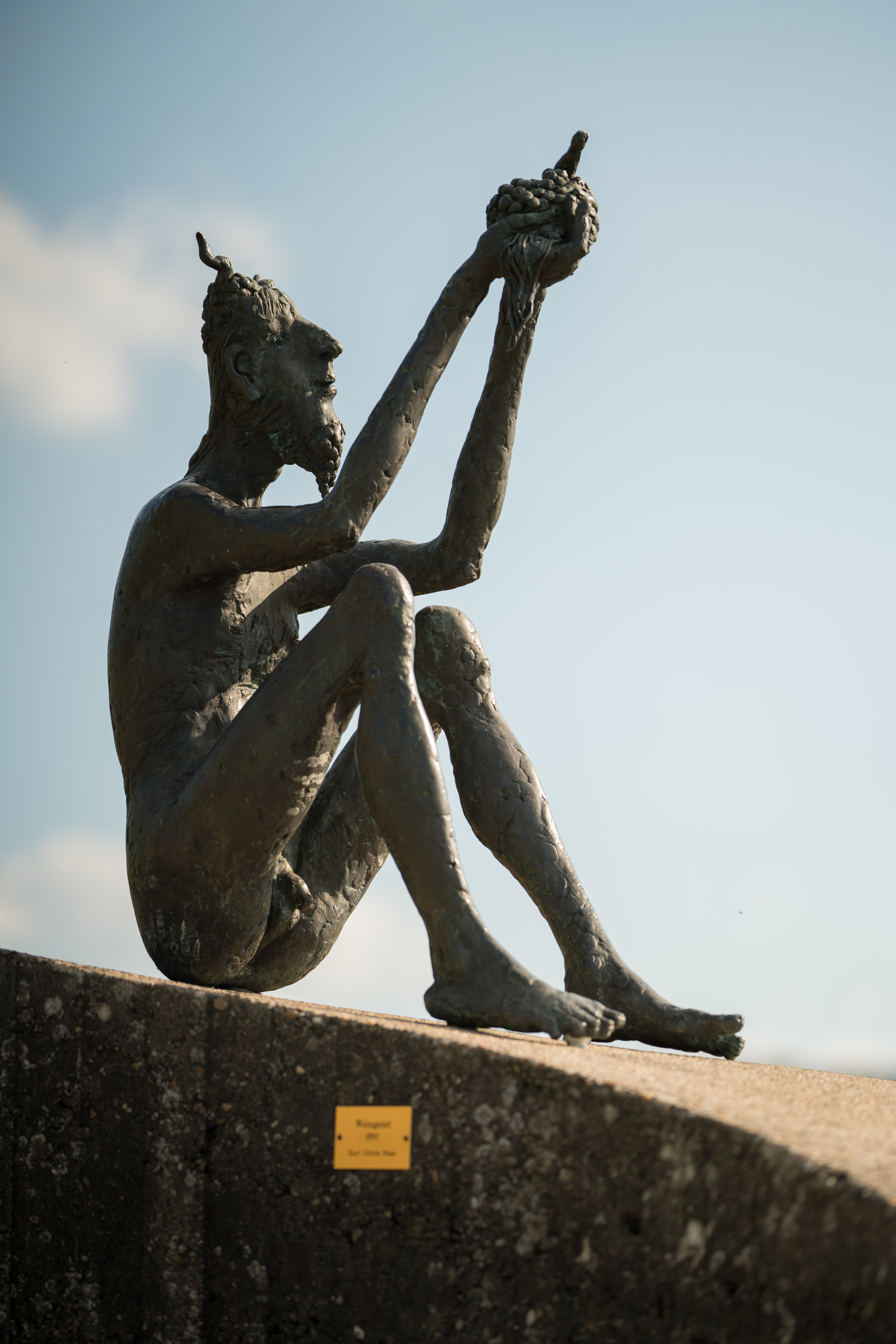
Weingeist
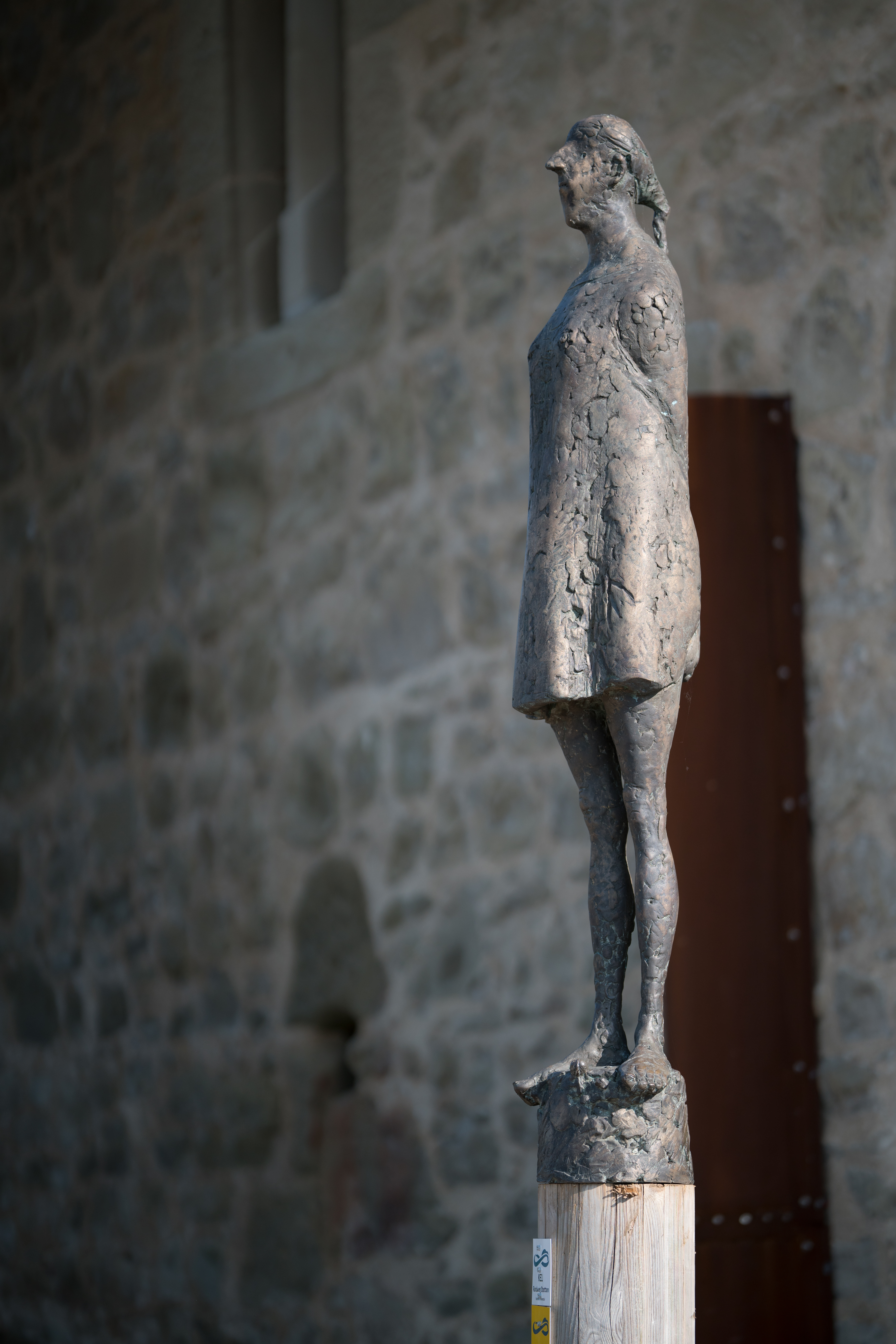
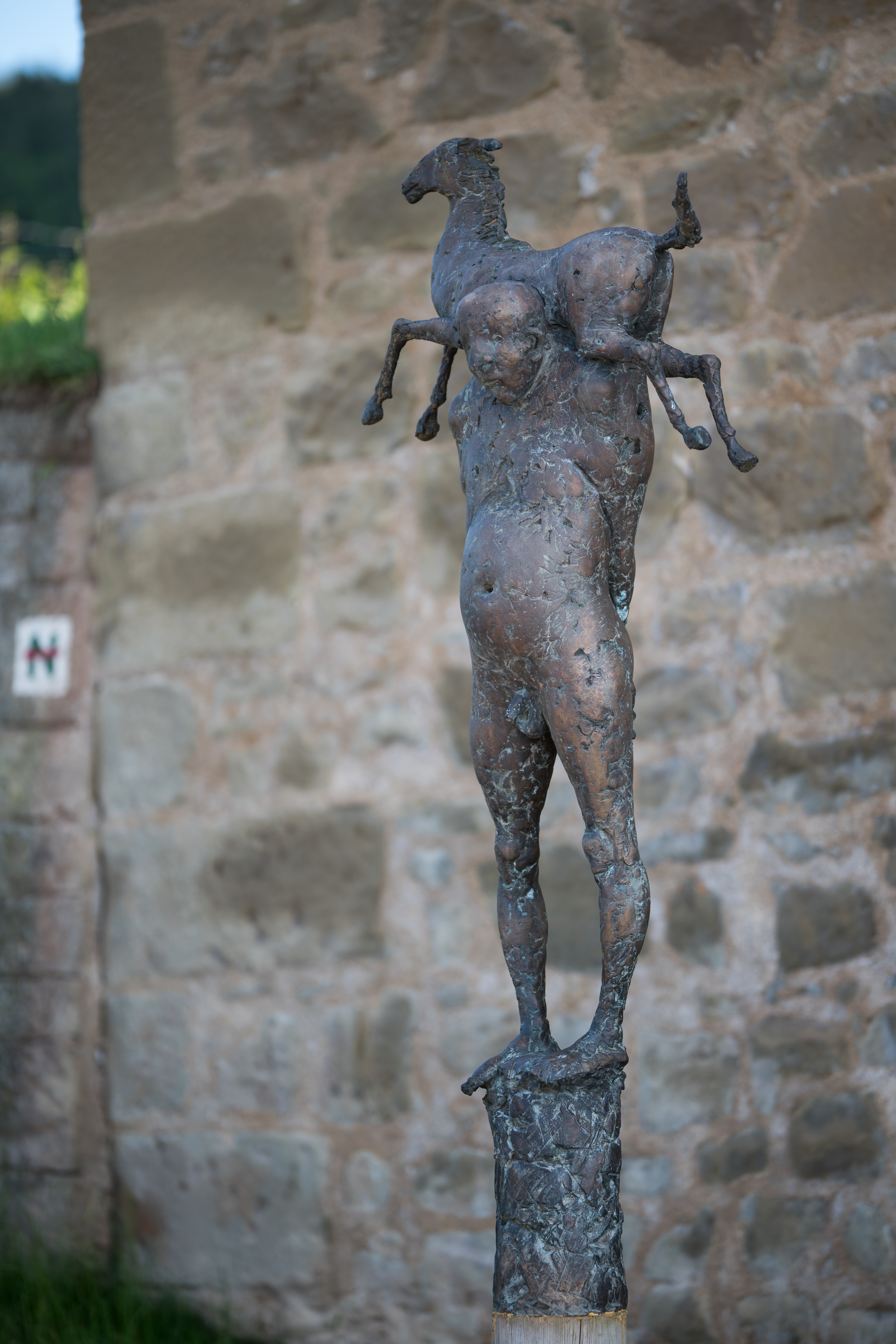
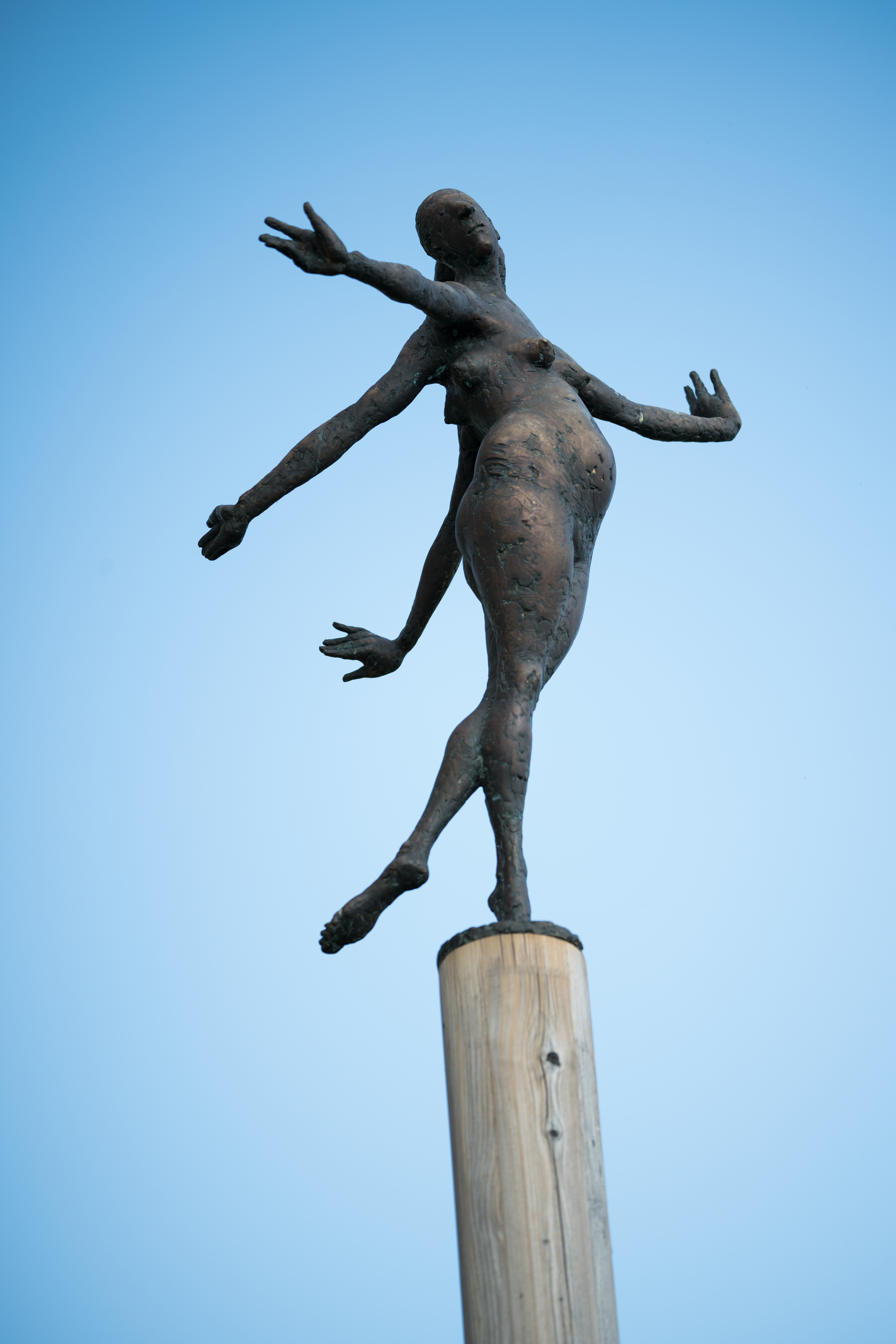
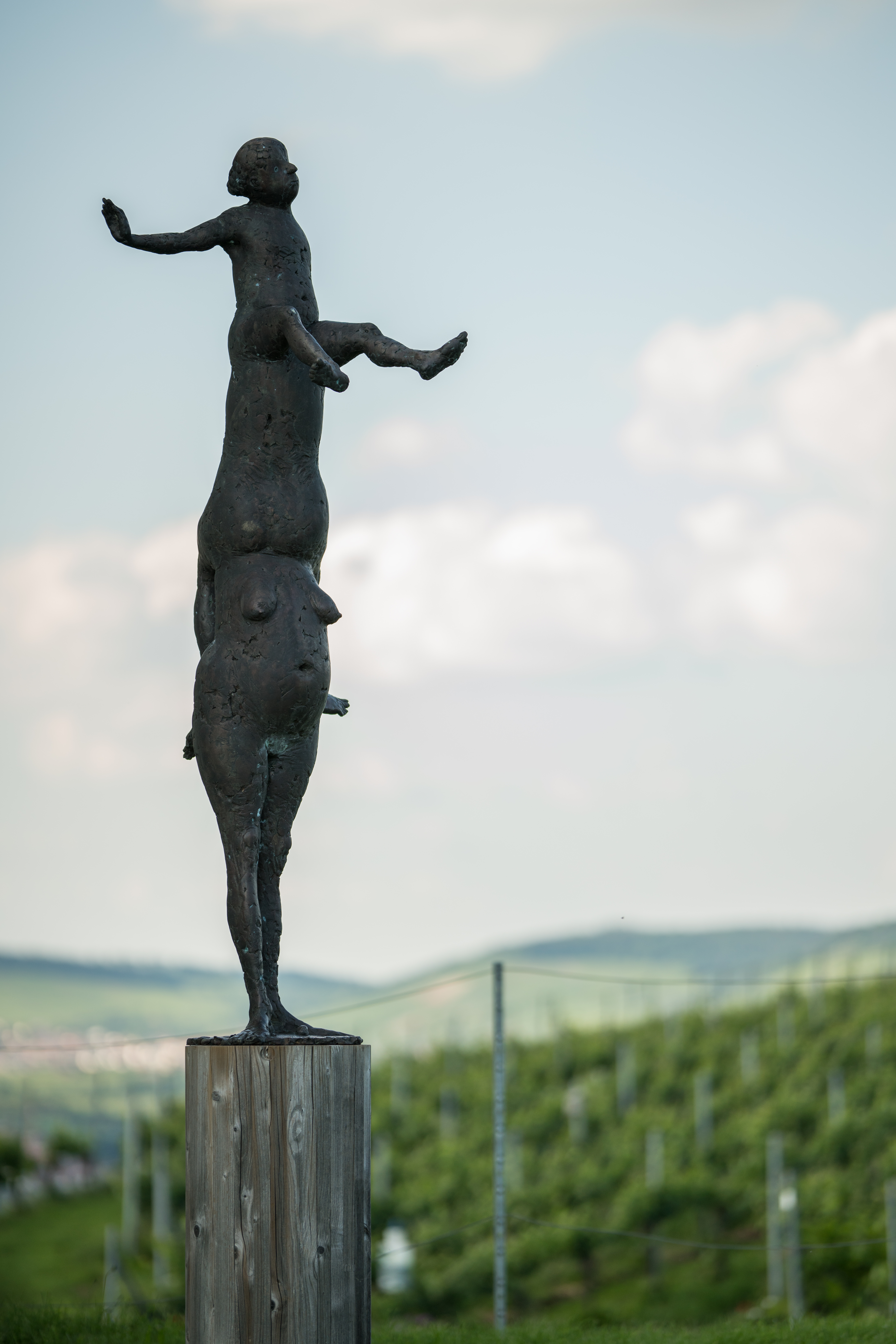
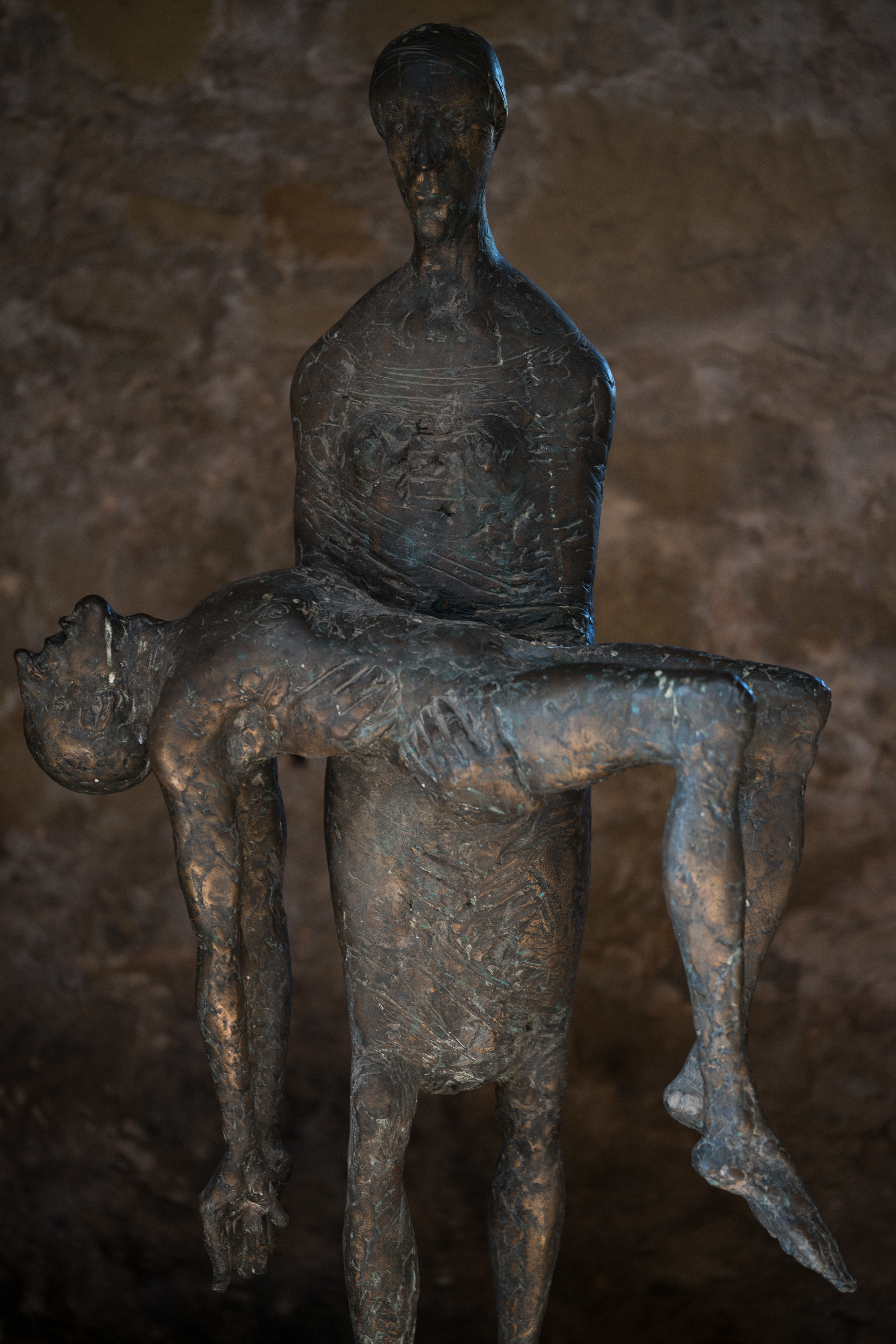
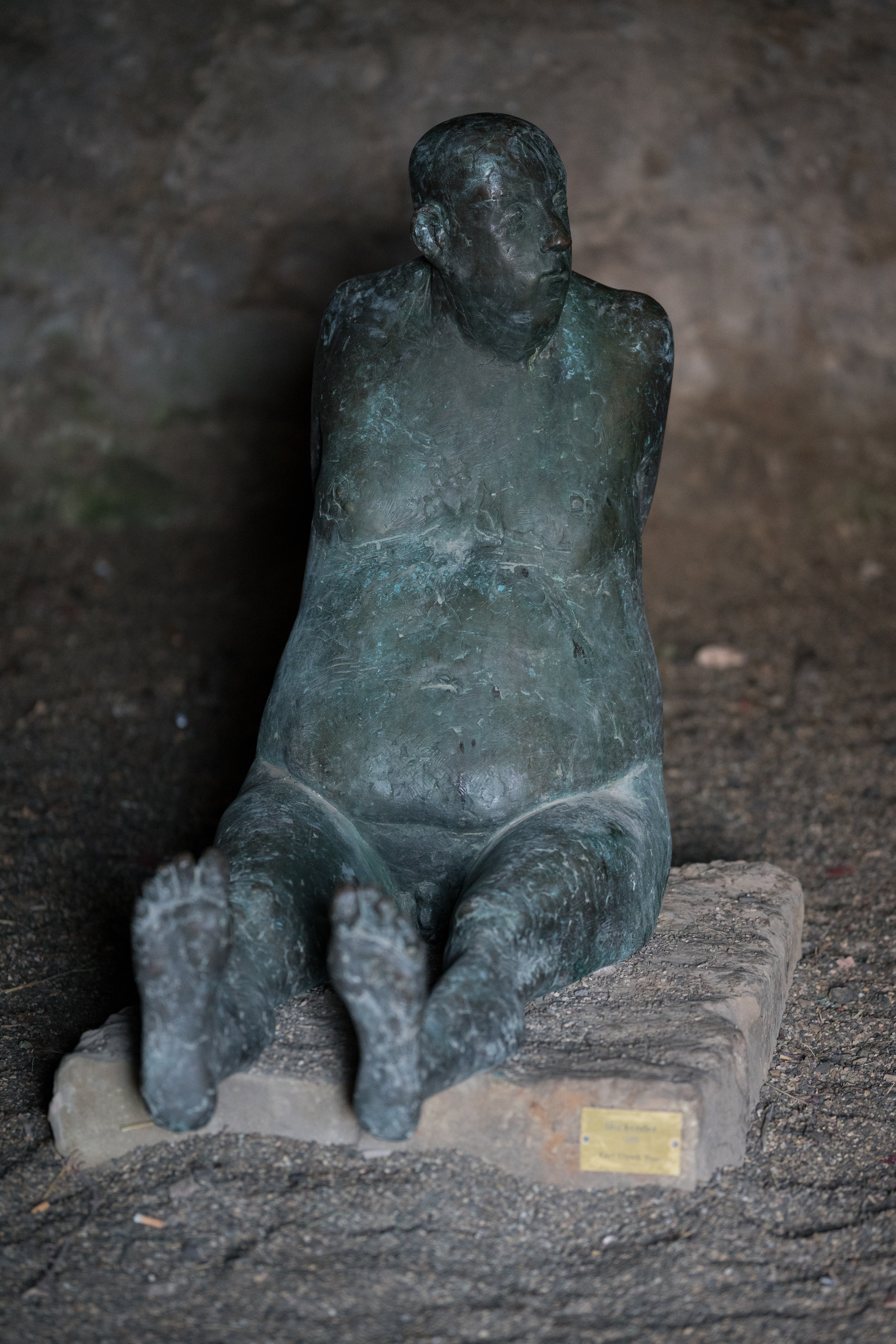
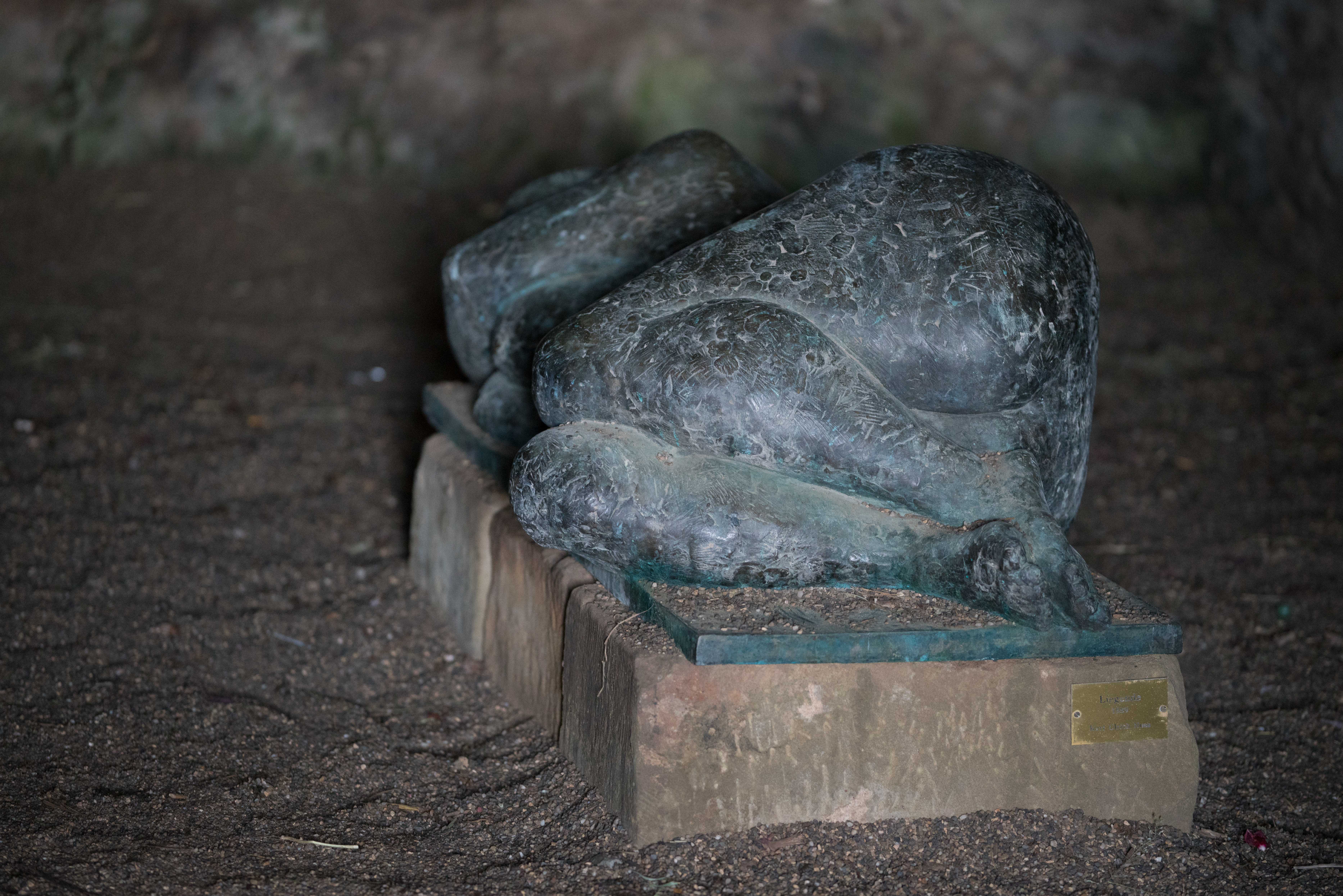
Liegende
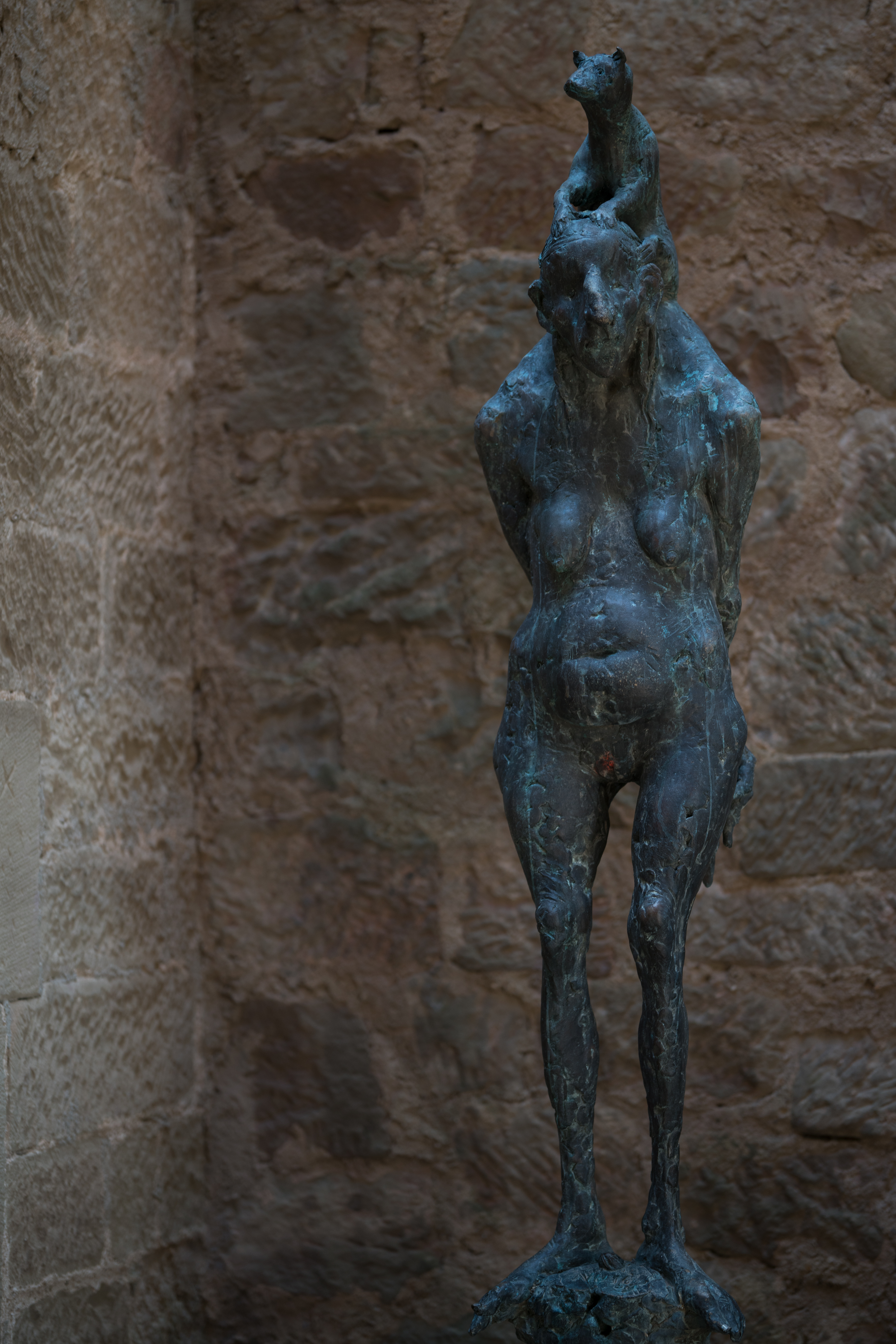
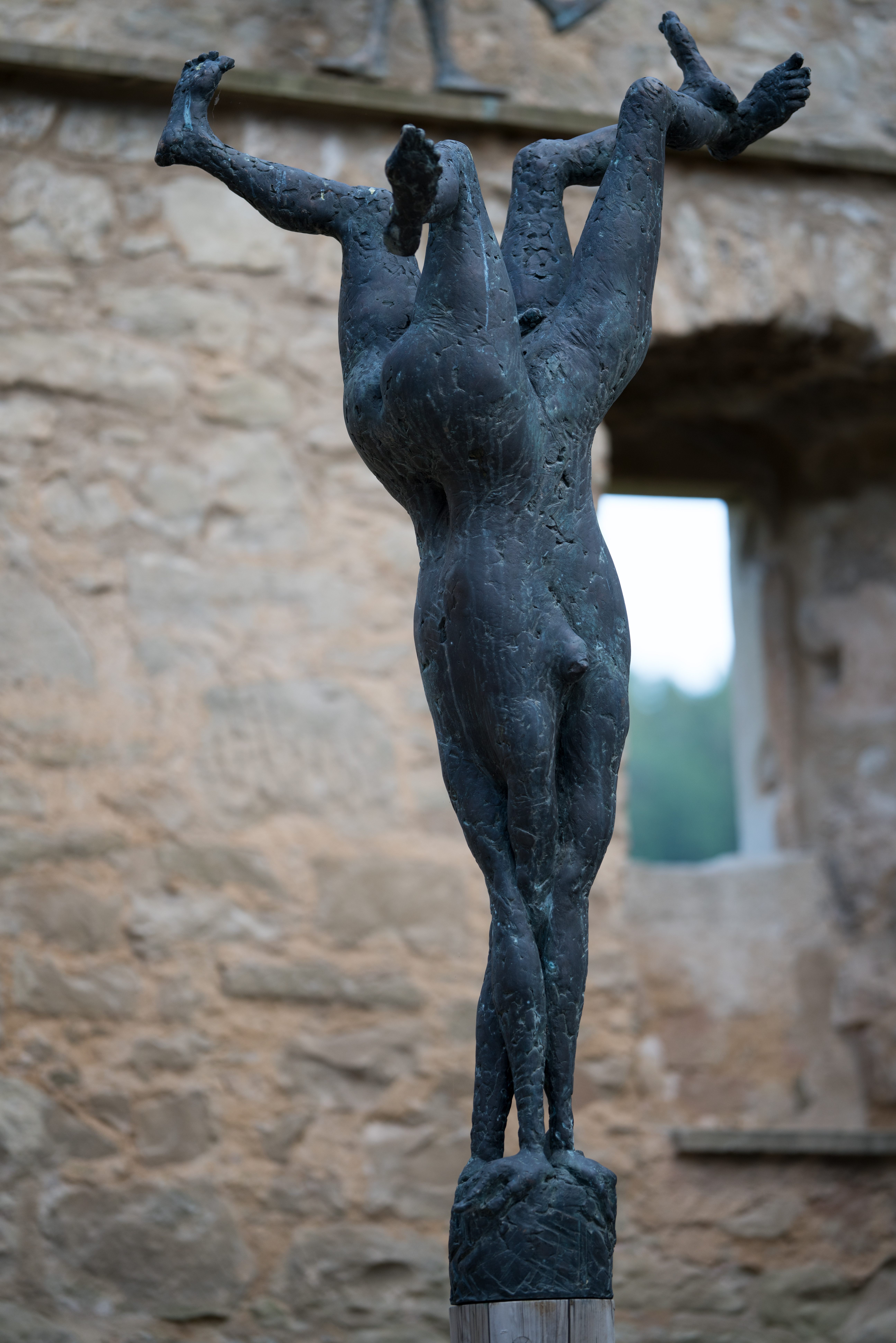
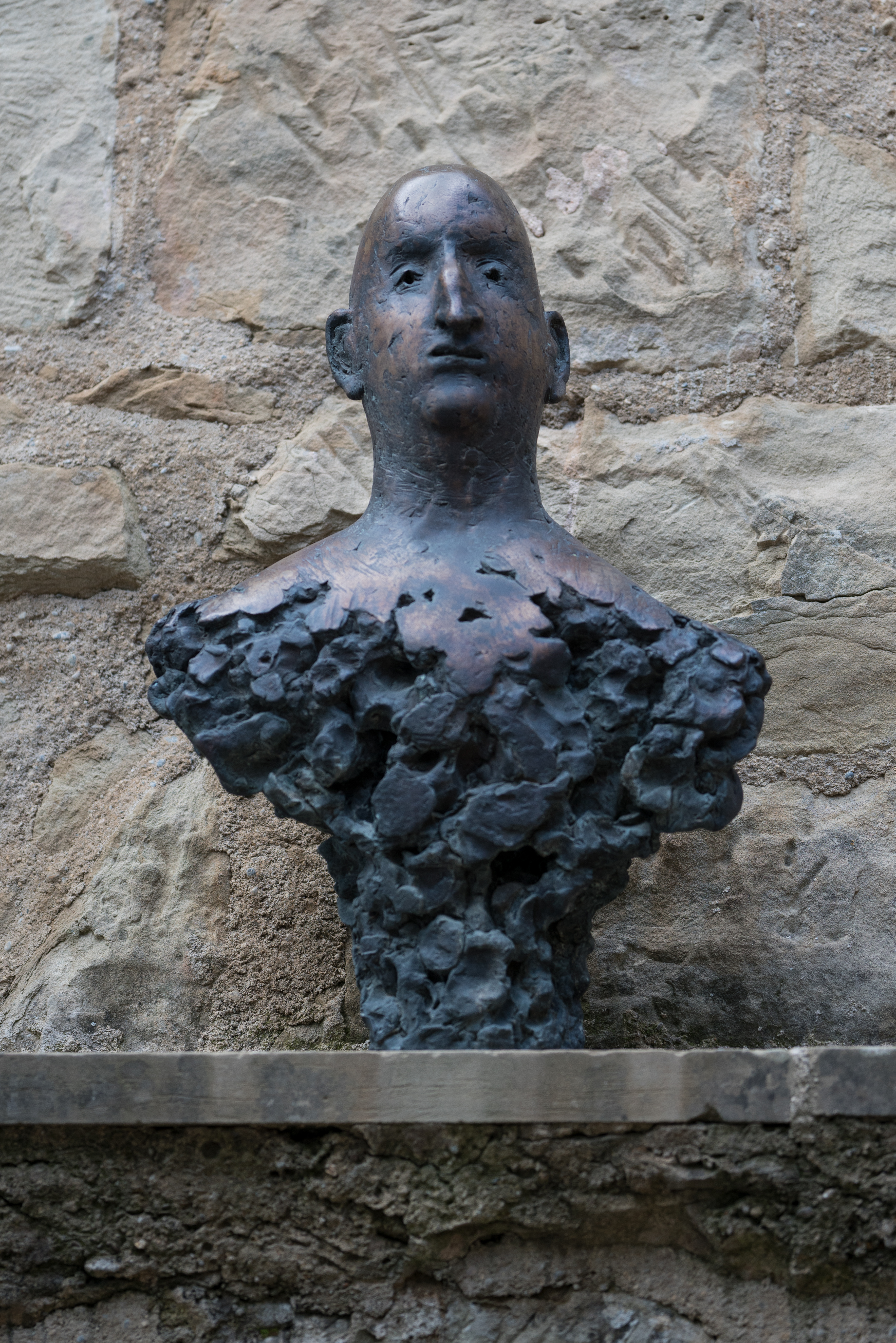
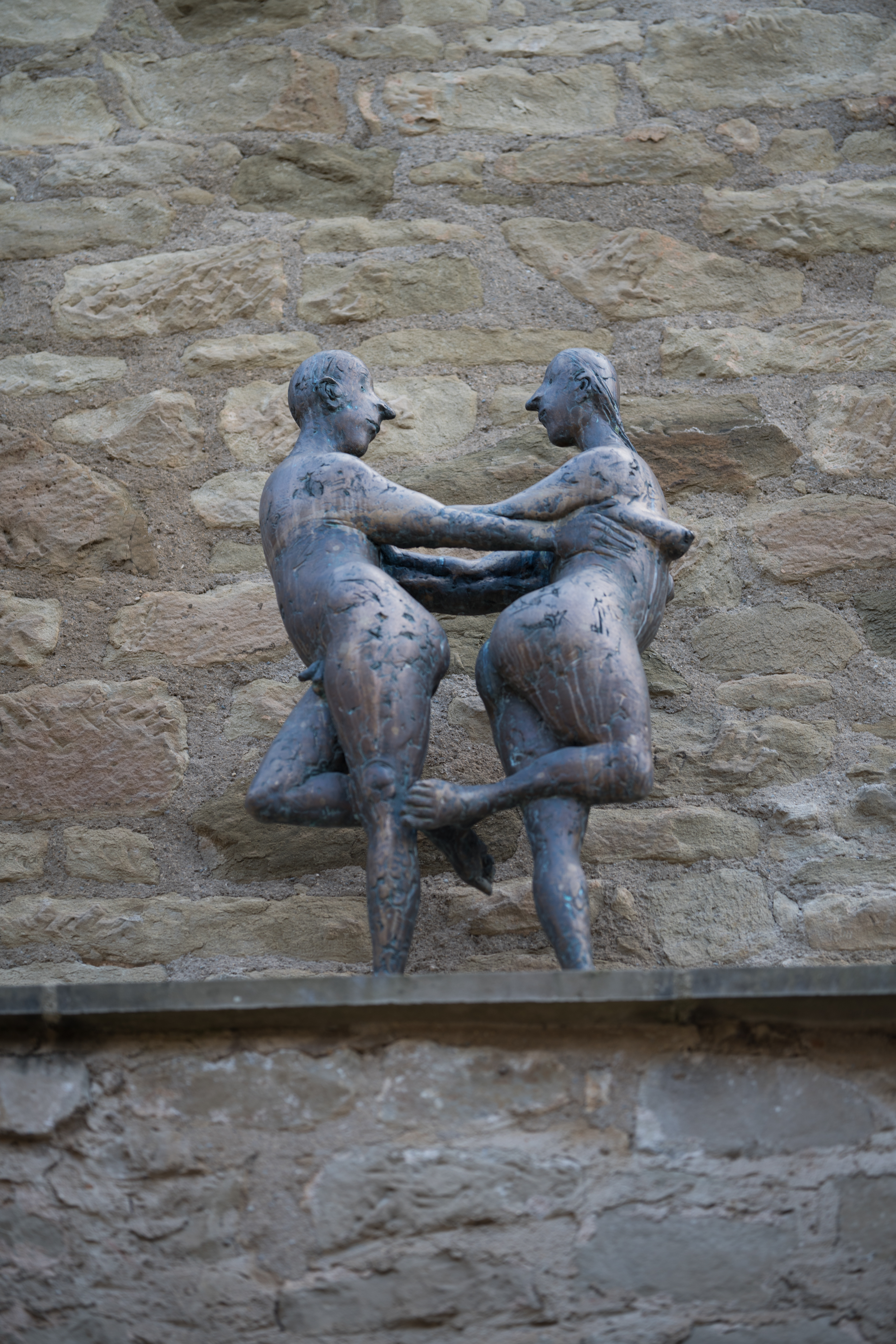
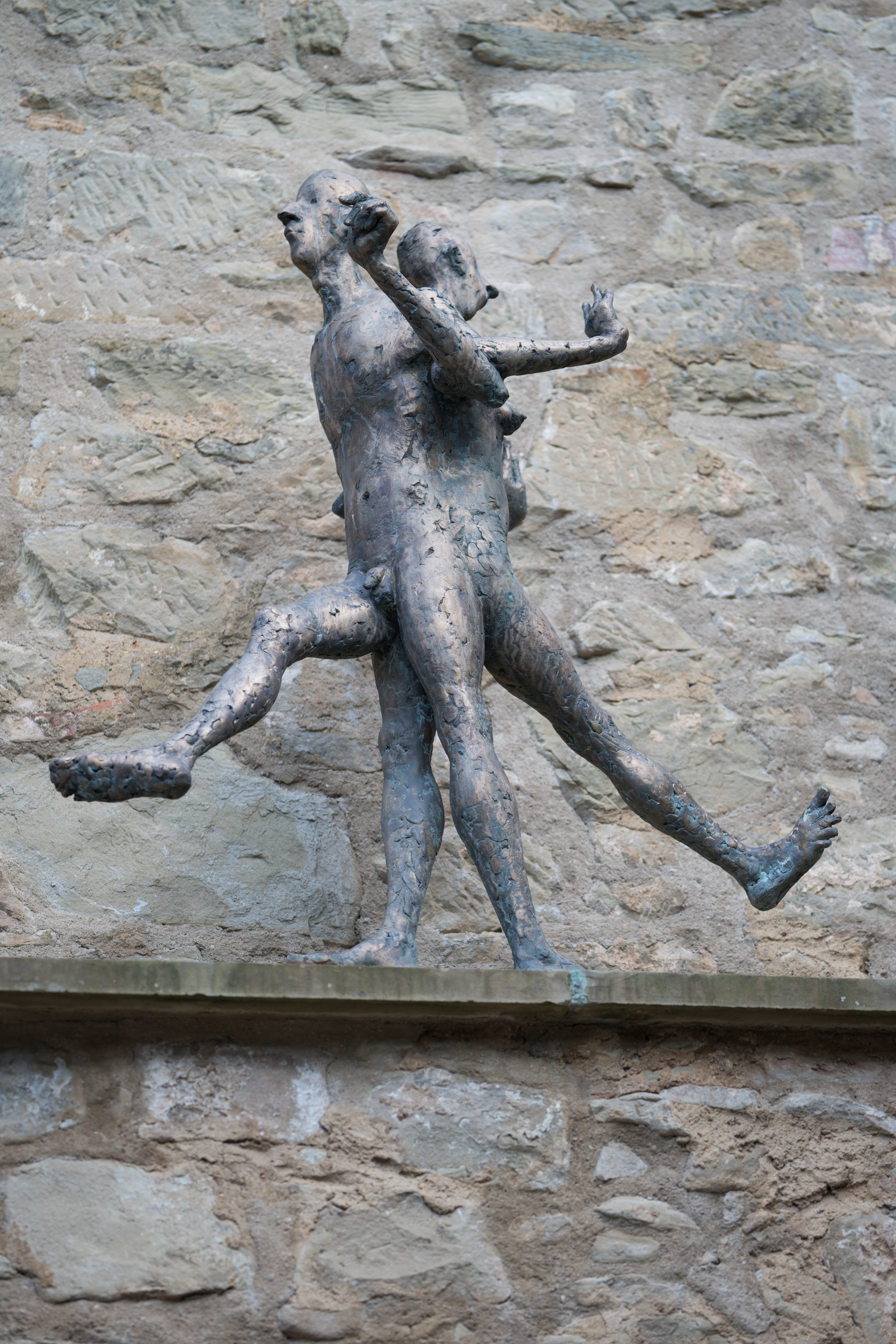
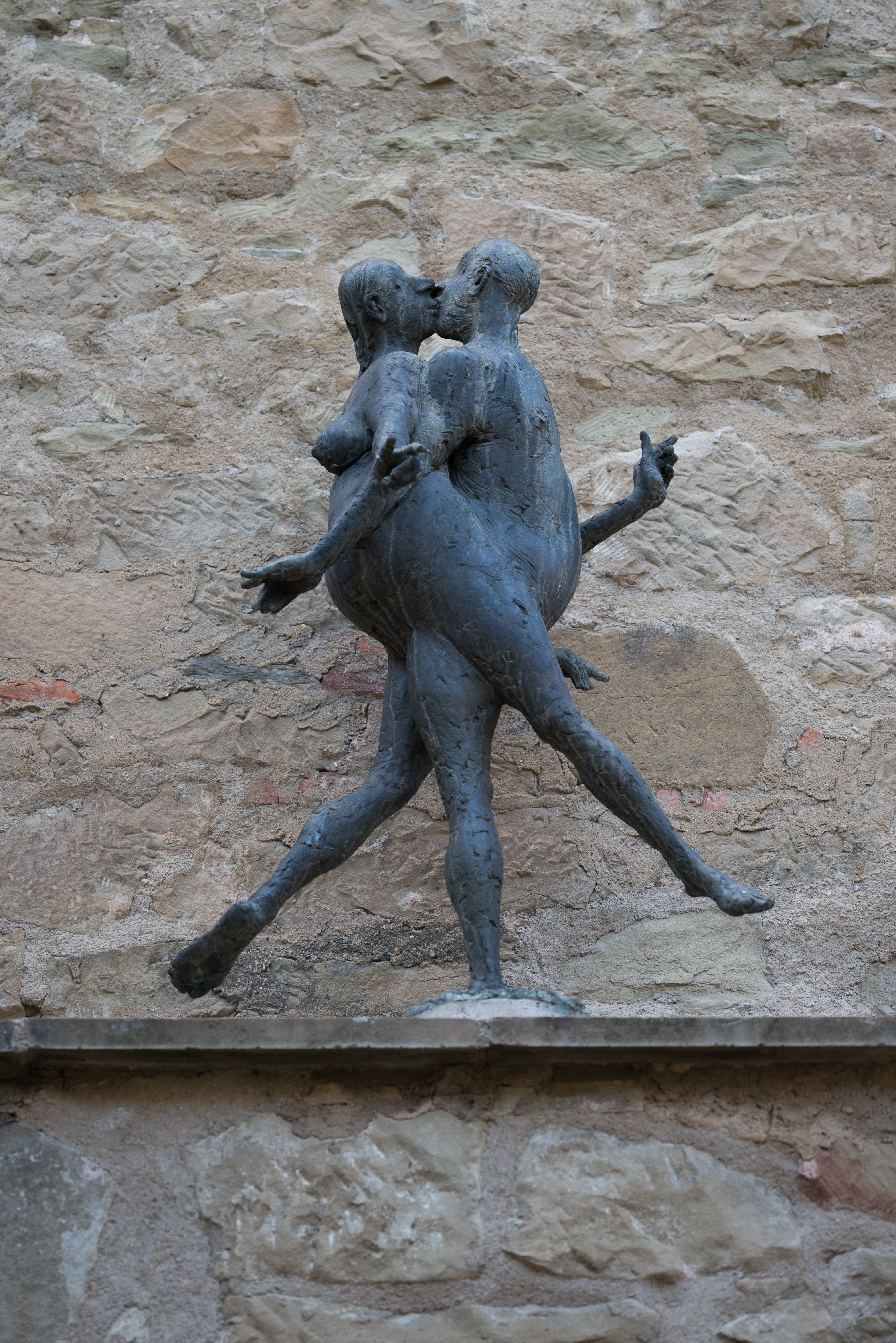
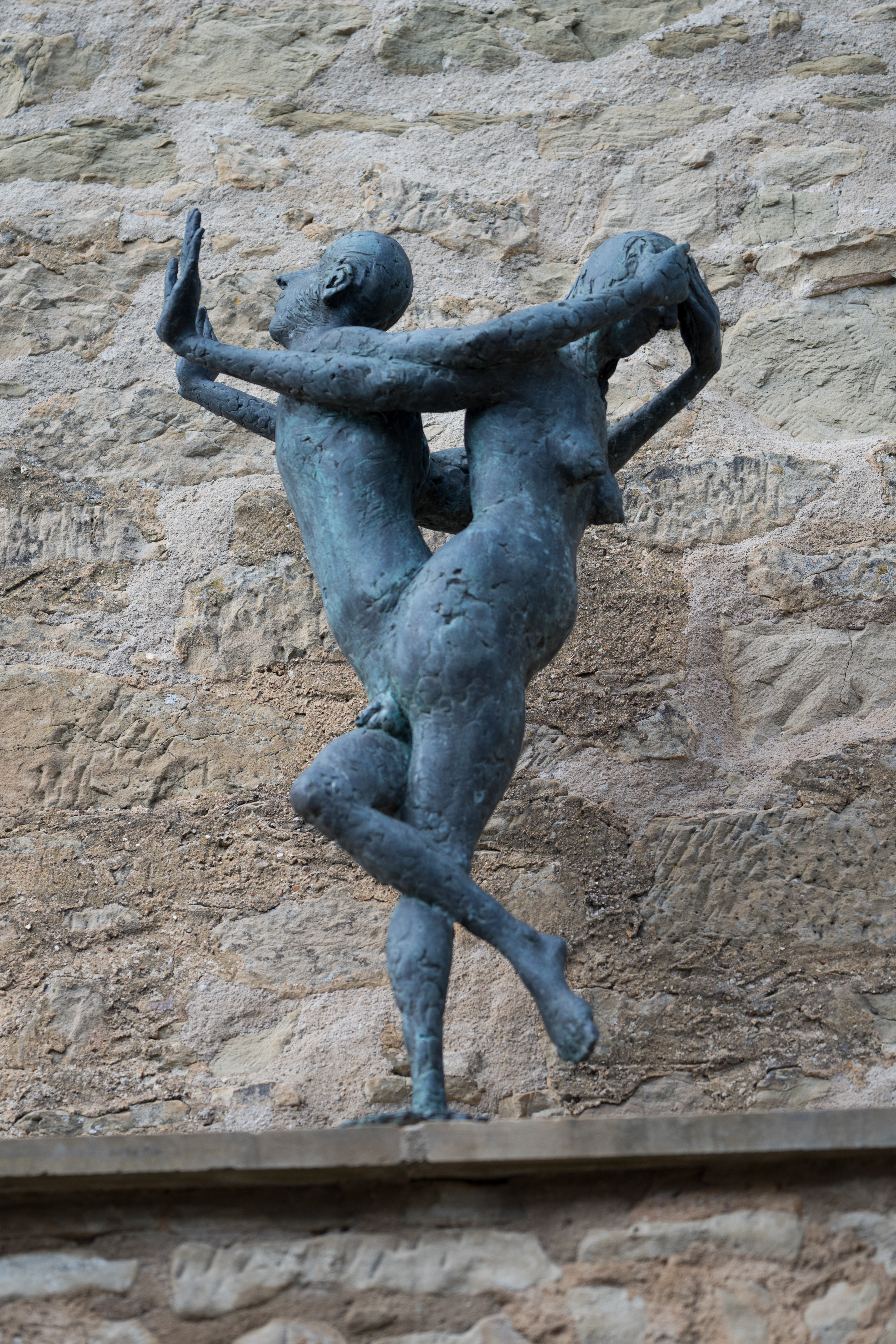

- Weingeist ⊙
- Liegende ⊙